# Náhuatl
El náhuatl (autoglotónimo: nawatlahtolli ) o mexicano es una macrolengua yutoazteca que se habla principalmente en México y Centroamérica. Durante la mayor parte de la historia del náhuatl, este se mantuvo como lengua franca de la región. En la actualidad, el idioma mexicano es la lengua autóctona de México con mayor número de hablantes, con cerca de tres millones, la mayoría bilingüe en español.
La expansión de la lengua podría haber empezado con la expansión de la cultura coyotlatelca durante el siglo V y siglo VI d. C. en Mesoamérica, la lengua comenzó su rápida difusión por el Eje Neovolcánico y se extendió por la costa del Pacífico. Fue así como dio origen al pochuteco y a otra rama en la región geográfica de Veracruz que más tarde daría origen al náhuat de El Salvador.
Poco a poco, el náhuatl comenzó a imponerse a otras lenguas mesoamericanas hasta convertirse en lengua franca de buena parte de la zona; en una primera etapa se difundió en el área central de México gracias a los toltecas y los tepanecas; posteriormente, en una segunda etapa, que tuvo lugar a partir del siglo XV, esta lengua se expandió en todos los territorios conquistados y dominados por el Imperio mexica.
Durante los siglos que precedieron a la conquista española y tlaxcalteca del Imperio mexica, los mexicas habían incorporado a sus dominios gran parte del centro de México gracias al avance de la Triple Alianza. La influencia imperial convirtió a la variante del náhuatl que hablaban los habitantes de México-Tenochtitlan, capital del imperio, en lengua de prestigio en la región de Mesoamérica. Después de la llegada de los españoles a México, se sistematizó la gramática del náhuatl, que hasta entonces no tenía grafía latina.
Los novohispanos escribieron muchas crónicas, gramáticas, obras poéticas y documentos administrativos en náhuatl durante los siglos XVI y XVII. Esta temprana práctica escrita, generalmente basada en la variante de Tenochtitlan, ha sido denominada náhuatl clásico y es una de las lenguas más documentadas y estudiadas de América. Debido a la popularidad y prestigio del idioma y, en parte, a la expansión territorial a causa de los conquistadores, el rey Felipe II de España estableció el náhuatl como idioma oficial del Virreinato de Nueva España en el año 1570.
Actualmente, diversas variantes del náhuatl se encuentran en comunidades dispersas, principalmente en áreas rurales del centro de México y a lo largo de la costa del Golfo. Hay diferencias considerables entre variantes y algunas no son mutuamente inteligibles. La región de la Huasteca concentra una gran parte de los hablantes, siendo el mexicano de la Huasteca la variante más hablada. Todas las variedades han tenido diferentes grados de influencia del español. Ninguna de las variantes contemporáneas es idéntica al náhuatl clásico, aunque las variantes centrales, habladas alrededor del Valle de México, están más estrechamente relacionadas con este que las de la periferia.
Evidencia dialectológica indica que las variantes modernas no evolucionaron de la variante hablada en Tenochtitlan, sino de variantes regionales ya existentes antes de la codificación del llamado náhuatl clásico. Siguiendo esta idea, se ha propuesto que la lengua de la capital fue una koiné resultante del contacto entre hablantes de distintas variantes. Hoy se habla principalmente en 17 de los 31 estados de México (Puebla, Veracruz, Hidalgo, Guerrero, San Luis Potosí, estado de México, Nuevo León, Morelos, Tlaxcala, Jalisco, Tamaulipas, Oaxaca, Michoacán, Durango, Nayarit, Colima y Tabasco), en la Ciudad de México y en comunidades nahuas de Estados Unidos.

## Nombre
La terminología utilizada para describir las variedades del idioma se aplica de manera inconsistente. Se utilizan muchos términos con múltiples denotaciones, o una sola agrupación de dialectos tiene varios nombres. A veces, los términos más antiguos se sustituyen por otros más nuevos o con el propio nombre de los hablantes para su variedad específica. La palabra "náhuatl" es en sí misma una palabra náhuatl, probablemente del término nawatlahtolli (escucharⓘ), que deriva de nawatl, «sonido agradable» y tlahtolli, «lengua o palabra». Los lingüistas suelen identificar los dialectos locales del idioma añadiendo como calificativo el nombre de la región donde se habla esa variedad.
Durante la época del Imperio mexica, centrado en México-Tenochtitlan, el idioma llegó a identificarse con el grupo étnico políticamente dominante mexica y, en consecuencia, el idioma mexicano se describió a menudo como mexihkakopa (literalmente "en la forma mexica") o mexihkatlahtolli ("lengua mexicana"). Según Ixtlilxochitl, el náhuatl en aquel tiempo era conocido con el nombre de "colhua", es decir, de Colhuacan. El término "aztecano" rara vez se usa para el idioma, sin embargo, el nombre tradicional usado por los lingüistas norteamericanos para las lenguas nahuanas (la rama de las lenguas yutoaztecas que comprende el náhuatl y el pipil) es "aztecano general", aunque esta denominación no incluye al pochuteco.
Los propios hablantes de náhuatl a menudo se refieren al idioma como "mexicano" o alguna palabra derivada de masewalli, la palabra náhuatl para "plebeyo". Un ejemplo de esto último es el caso del náhuatl hablado en Tetelcingo, cuyos hablantes lo llaman mösiewalli̱. Los nahuas de Durango y Nayarit se refieren al idioma como "mexicanero". Los hablantes de las variantes que usan "l" y "t" en lugar del dígrafo "tl" prefieren llamarlo "náhual" y "náhuat", respectivamente. Sin embargo, el náhuat de El Salvador también es conocido por los lingüistas como "pipil", término que los hablantes no suelen utilizar. Los hablantes de náhuat del Istmo de Tehuantepec llaman melaꞌtahto̱l ("lengua recta") a la lengua. Algunas comunidades de nahuatlatos usan el término "náhuatl" como el nombre del idioma, aunque parece ser una innovación reciente.

## Clasificación lingüística

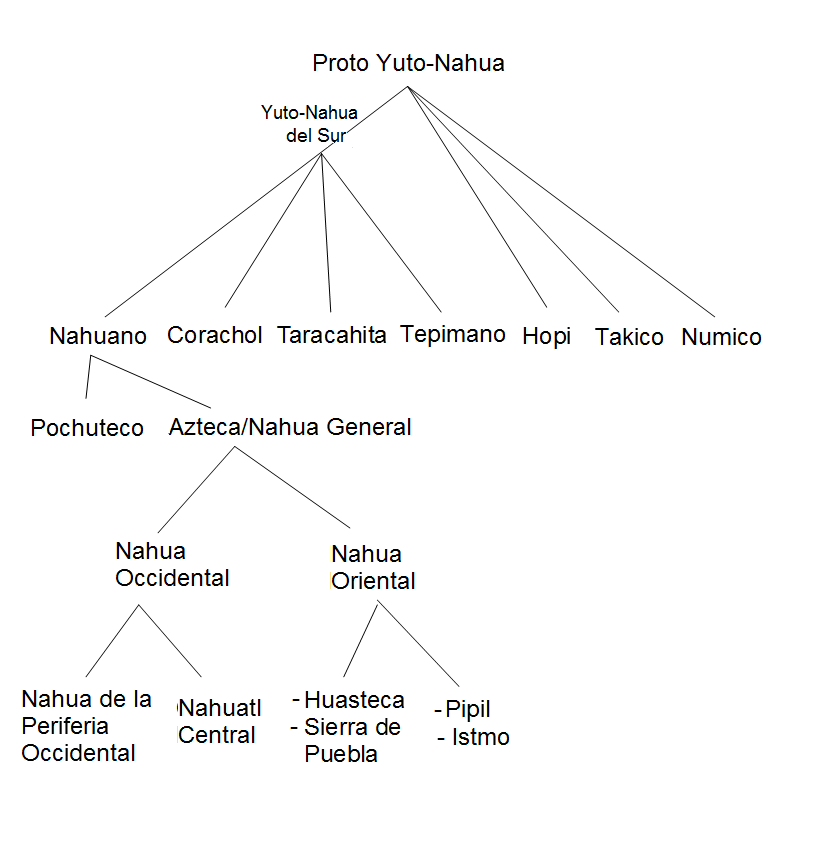
Árbol genealógico del náhuatl

El náhuatl pertenece a la familia yutonahua (yutoazteca) el cual tiene una división prehistórica en “yutonahua del norte” y “yutonahua del sur”. De esta última rama se desarrollaron cuatro grupos, de los cuales, el grupo “nahuatlano”, también llamado “nahuano” o “aztecano”, dio origen al náhuatl.
El protonahua es el ancestro de todas las variantes conocidas. Según algunos autores la primera división del proto-nahua dio origen al extinto pochuteco, quedando por otro lado lo que los lingüistas norteamericanos llaman General Aztec o náhuatl nuclear según el INALI, el que a su vez se divide en dos ramas: el náhuatl occidental y el náhuatl oriental. Por último, la rama occidental se divide en náhuatl de la periferia occidental y náhuatl central. Todas las variantes dialectales de hoy se desprenden de estos grupos.
La subclasificación actual del náhuatl se basa en las investigaciones de Una Canger (1980, 1988) y Yolanda Lastra (1986). Canger inicialmente introdujo el esquema de una agrupación central y dos grupos periféricos; Lastra concordó con esta noción, aunque difiere en algunos detalles. Canger y Dakin (1985) replantearon una división básica más antigua de la comunidad de hablantes del protonahua en solo dos ramas, la Occidental y la Oriental para justificar y comprender las variaciones de las variedades orientales que muestran una mayor profundidad temporal.
Canger originalmente consideró la zona central como una sub-área innovadora dentro de la rama occidental, pero en 2011, sugirió que emanó como una lengua koiné urbana con características de ambas áreas, tanto occidental como oriental. Canger (1988) incluyó provisionalmente los dialectos de la Huasteca en el grupo central, mientras Lastra de Suárez (1986) los sitúa en la periferia oriental; Kaufman (2001) y la mayoría de los investigadores actuales aceptan estas conclusiones.
Desde un punto de vista tipológico, el náhuatl resalta su importancia como ejemplo de lengua polisintética y aglutinante, particularmente en la morfología verbal y en la formación del léxico. Tipológicamente es, además, una lengua de núcleo final, en la que el modificador suele preceder al núcleo modificado.

## Historia

### Época prehispánica
Sobre la cuestión del punto geográfico de origen, los lingüistas durante el siglo XX coincidieron en que la familia de lenguas yutonahuas se originó en el suroeste de los actuales Estados Unidos. Tanto la evidencia de la arqueología y la etnohistoria es compatible con una difusión hacia el sur a través del continente americano; este movimiento de comunidades hablantes se dio en varias oleadas desde los desiertos del norte de México hacia el centro de México. El proto-nahua, por lo tanto, surgió en la región entre Chihuahua y Durango.
La migración propuesta de hablantes de la lengua proto-nahua en la región mesoamericana se ha colocado en algún momento alrededor del año 500, hacia el final del período Clásico Temprano en la cronología mesoamericana. Antes de llegar al centro de México, grupos pre-nahuas probablemente pasaron un periodo de tiempo en contacto con las lenguas cora y huichol del occidente de México (que también son yutoaztecas).
El surgimiento del náhuatl y sus variantes, por lo tanto, pudo haber tenido lugar durante la época de apogeo de Teotihuacán. Las rutas comerciales teotihuacanas sirvieron para una rápida difusión de la nueva lengua. La identidad de la lengua hablada por los fundadores de Teotihuacán es desconocida, sin embargo, durante mucho tiempo ha sido objeto de debate; de esta manera en los siglos XIX y XX algunos investigadores creían que Teotihuacán había sido fundada por hablantes de náhuatl; más tarde hacia finales del siglo pasado la investigación lingüística y arqueológica comenzó a contradecir ese punto de vista.

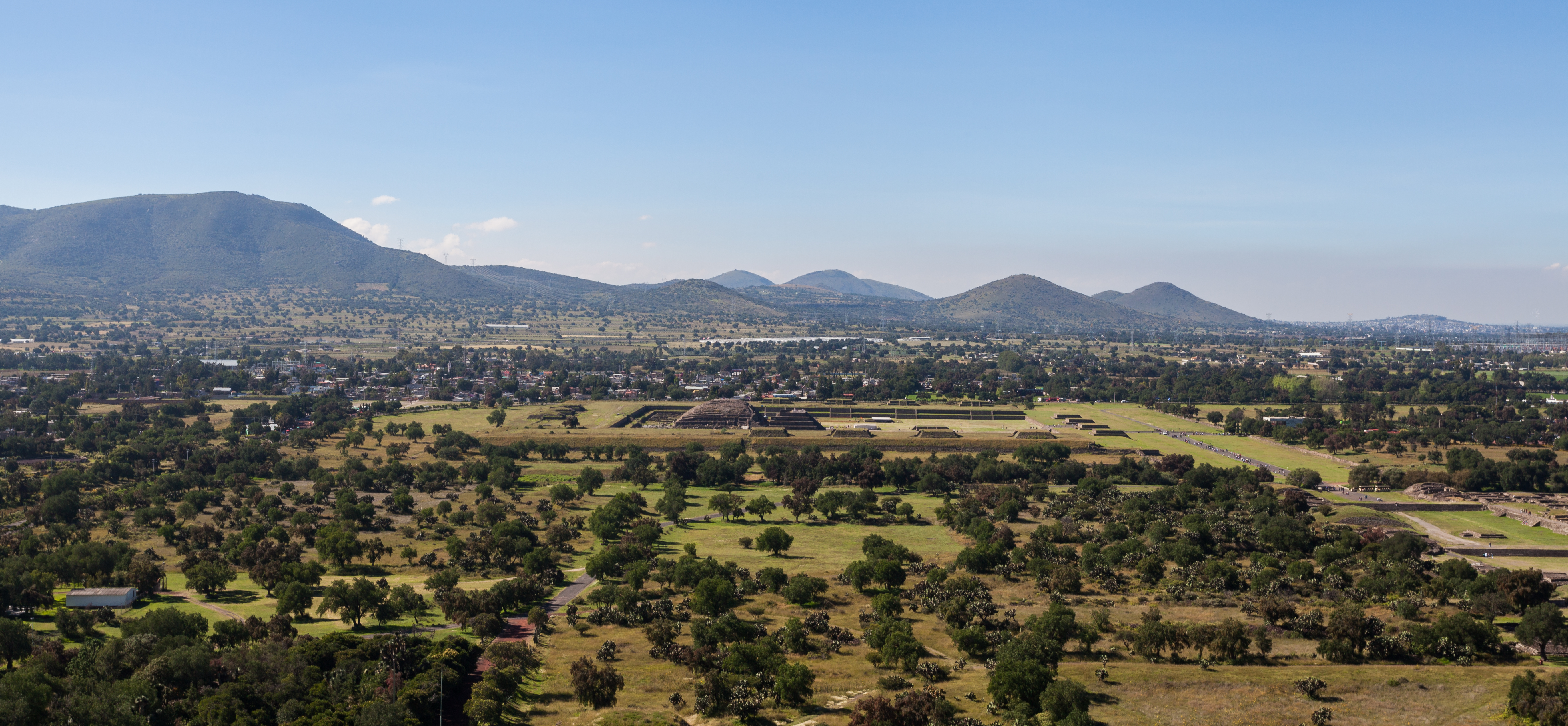
Vista de la ciudad de Teotihuacán.

Ahora se cree que es más probable que la lengua teotihuacana estuviera relacionada con el totonaco o fuera de origen mixe-zoqueano. Buena parte de la migración nahua al centro de México fue consecuencia y no causa de la caída de Teotihuacán. Desde estas épocas tempranas se dieron préstamos entre las diferentes familias lingüísticas, incluso a nivel morfosintáctico.
En Mesoamérica, las lenguas mayenses, otomangues y mixe-zoques habían coexistido durante milenios. La interacción de estas lenguas generó una serie de rasgos comunes en todas ellas que permiten que pueda hablarse de un área lingüística mesoamericana, como una unidad lingüística, independientemente de la evolución de cada lengua en su propio grupo. Después de que los nahuas llegaron a la zona de alta cultura de Mesoamérica, su lengua también adoptó algunos de los rasgos que definen el área lingüística mesoamericana; así, por ejemplo, los nahuas adoptaron el uso de sustantivos relacionales y una forma de construcción posesiva típica de las lenguas mesoamericanas.
Teotihuacán ejercía un poder centralista y marcaba las pautas de los señoríos locales, quienes al parecer tenían que ser legitimados desde la metrópolis. Tras el colapso de la gran ciudad, surgieron modelos nuevos para detentar el poder. Junto con estos modelos, se cree que fue desarrollándose la lengua náhuatl. En particular fue difundida por la cultura Coyotlatelco, sin embargo, la lengua no solo era hablada por sus nativos, sino que poco a poco fue siendo adoptada por grupos otomangues más antiguos, que habían dependido de Teotihuacán.
Al fundarse Tula Chico en el siglo VII ya era evidente la influencia nahua, si bien no era muy intensa; trescientos años después con la re-fundación de esta ciudad (alrededor del año 900, en que comenzó a conocerse como "Tollan", la actual Tula), sus fundadores son reconocidos por las fuentes como "nahuas-chichimecas" quienes comparten el poder con los nonohualcas. Es en este momento que el náhuatl adquiere relevancia política. Poco después se volverá el idioma oficial de los tepanecas (que hablaban originalmente una variante del otomí), y ya en el siglo XIV fue adoptado por los acolhuas de Tetzcoco.
Aunque se cree que los mexicas siempre hablaron el náhuatl, es posible que también lo hayan adoptado. La influencia política y lingüística de este grupo llegó a extenderse en la América media y el náhuatl se convirtió en una lengua franca entre los comerciantes y las élites de Mesoamérica, por ejemplo, entre los mayas quiché. Tenochtitlan creció hasta convertirse en el mayor centro urbano mesoamericano, lo cual atrajo a los hablantes de náhuatl de otras áreas en que se había extendido los siglos anteriores, con lo que nació una nueva forma urbana de náhuatl con diversas características de distintos dialectos. Esta variedad urbanizada de Tenochtitlan-Tlatelolco es lo que llegó a ser conocido como náhuatl clásico, lo cual ha sido ampliamente documentado durante la época virreinal.

### Época virreinal
Con la llegada de los españoles al corazón de México en 1519 la situación del idioma náhuatl cambiaría de manera significativa; por un lado comienza un desplazamiento por la lengua española; por el otro, su uso oficializado para la comunicación con los nativos generó el establecimiento de nuevos asentamientos; a la vez se dio la creación de una amplia documentación en escritura latina, con lo cual se asienta un registro fidedigno para su preservación y comprensión, por lo que el idioma siguió siendo importante en las comunidades nahuas bajo el dominio español.
Asimismo, debido a la colonización tlaxcalteca, el idioma llegó a regiones donde antes no se hablaba, manteniendo su uso como parte de su identidad, como lo demuestran documentos de San Esteban de Nueva Tlaxcala, Coahuila, y registros en Guadalupe y Bustamante, Nuevo León. Una situación similar también se dio en el Reino de Guatemala, donde la mayoría de la población colonizadora era de pueblos nahuas originarios del centro del antiguo Reino de México.

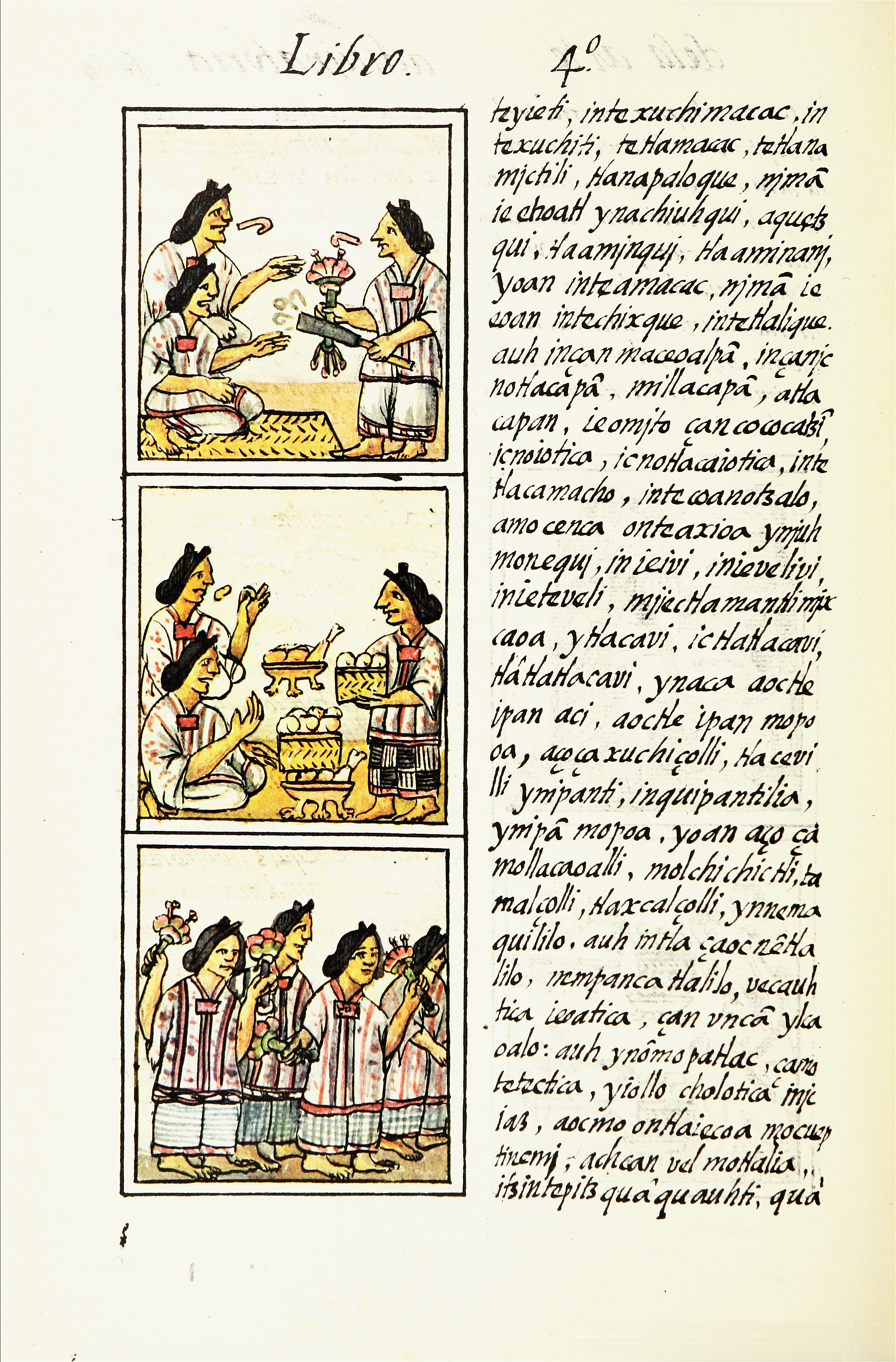
Página del Libro IV del Códice Florentino; texto náhuatl escrito con caracteres latinos.

Los españoles se dieron cuenta de la importancia que tenía la lengua y prefirieron continuar con su uso que cambiarla, también encontraron que el aprendizaje de todas las lenguas indígenas de lo que ellos llamarían Nueva España era imposible en la práctica, por lo que se concentraron en el náhuatl. Inmediatamente después de la Conquista, los misioneros franciscanos fundaron escuelas —como el Colegio de Santa Cruz de Tlatelolco en 1536— para la nobleza indígena con el propósito de re-educarlos dentro de los cánones occidentales, donde aprendían teología, gramática, música, matemáticas.
A la vez los misioneros emprendieron la redacción de gramáticas, llamadas en esa época “artes”, de las lenguas indígenas para su uso por parte de sacerdotes. La primera gramática náhuatl escrita en 1531 por los franciscanos se encuentra perdida, la más antigua que se preserva fue escrita por Andrés de Olmos y publicada en 1547.
Hacia el año de 1645 se tiene noticia de cuatro obras más publicadas cuyos autores son, en 1571 Alonso de Molina, en 1595 Antonio del Rincón, en 1642 Diego de Galdo Guzmán y en 1645 Horacio Carochi. Este último es considerado hoy en día el más importante de los gramáticos de la época virreinal.
Carochi ha sido especialmente importante para los investigadores que trabajan en la nueva filología, debido a su enfoque científico que precede a las investigaciones lingüistas modernas, analiza más a detalle los aspectos fonológicos que sus predecesores e incluso sucesores, quienes no habían tomado en cuenta la pronunciación del cierre glotal (saltillo), que es en realidad una consonante, o la longitud vocal. Un siglo después, el filósofo jesuita novohispano Francisco Javier Clavijero estudió el lenguaje de la poesía náhuatl, calificándolo de “puro, ameno, brillante y figurado”.
En 1570 el rey Felipe II de España decretó que el náhuatl debía convertirse en la lengua oficial en la Nueva España con el fin de facilitar la comunicación entre los españoles y los nativos del virreinato. Durante este período la Corona española permite un alto grado de autonomía en la administración local de los pueblos indígenas, y en muchos pueblos la lengua náhuatl era la oficial de hecho, tanto escrita como hablada.
Durante los siglos XVI y XVII, el náhuatl clásico se utilizó como lengua literaria, y un gran corpus de documentos de ese período sobrevivió hasta nuestros días. Las obras de este período incluyen historias, crónicas, poesía, obras de teatro, obras canónicas cristianas, descripciones etnográficas y documentos administrativos.
Como ejemplos se pueden citar el Códice Florentino, un compendio de doce volúmenes de la cultura mexica compilado por el franciscano Bernardino de Sahagún; la Crónica Mexicáyotl de Hernando de Alvarado Tezozómoc, nieto de Moctezuma II, que relata el origen y el linaje real de Tenochtitlan; los Cantares mexicanos que son una colección de poemas en náhuatl; el diccionario compilado por Alonso de Molina náhuatl-español y español-náhuatl el cual sigue siendo básico para la lexicología moderna; las Relaciones y el Diario del cronista Chimalpahin, siendo en el último donde registra la visita de Hasekura Tsunenaga; y el Huei tlamahuiçoltica, una de las descripciones en náhuatl de la aparición de la Virgen de Guadalupe, cuyo fragmento más importante, el Nican mopohua, se le atribuye al gobernador e intelectual nahua Antonio Valeriano.

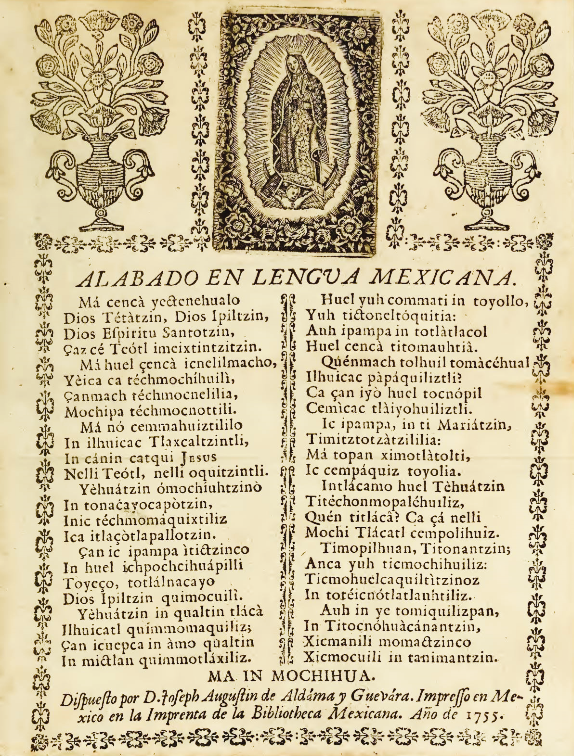
Alabado del año 1755 en lengua mexicana.

Durante un tiempo, la situación lingüística en la Nueva España se mantuvo relativamente estable, pero en 1686 el rey Carlos II emitió una real cédula que prohibía el uso de cualquier idioma distinto del español en todo el Imperio español, reiterándola en 1691 y 1693, en las que dictó la creación de la “parcela escolar” para la enseñanza del idioma imperial.
Otro decreto el 10 de mayo de 1770, ahora de Carlos III, estableció la creación de nuevos centros de enseñanza completamente en castellano para la nobleza indígena y trató de quitar el náhuatl clásico como lengua literaria, aunque hasta la Independencia de México en 1821, los tribunales españoles aún admitían testimonios en náhuatl y documentación como prueba en los juicios, con traductores judiciales que exponían en español.
La situación indígena y del habla del náhuatl al inicio del movimiento de independencia en realidad había sido sostenido pues el 66% de la población era indígena de los 6 millones de habitantes del país y la lengua mexicana seguía siendo la lengua franca. Los indicadores demográficos muestran un crecimiento paralelo al de la población mestiza de México.
Las comunidades nahuas ya habían asimilado el cristianismo de manera sincrética. Además, eran parte fundamental de la fuerza productiva del país; su desarrollo local se fincaba en una tradición ya consumada durante los últimos 300 años y que había generado pocos cambios en su organización social y cultural y, de hecho, muchas de esas manifestaciones todavía sobreviven hasta nuestros días.

### Época moderna

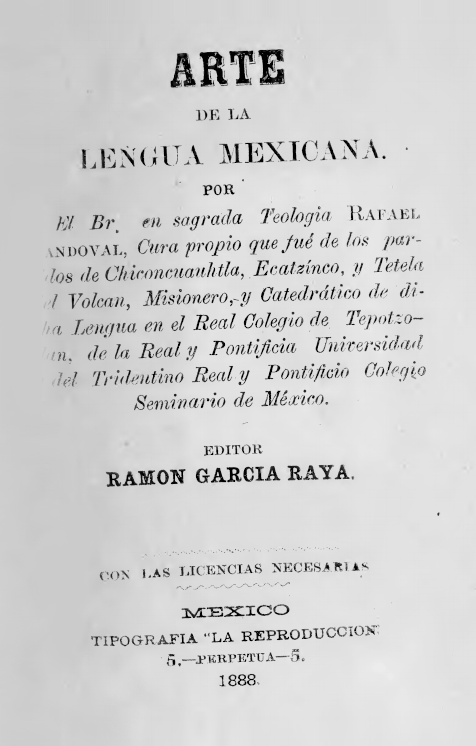
Primera página del Arte de la Lengua Mexicana (1810).

A lo largo de la época moderna, la situación de las lenguas indígenas ha aumentado en precariedad cada vez más en México, y el número de hablantes de prácticamente todas las lenguas indígenas ha disminuido. A pesar de que el número absoluto de hablantes de náhuatl en realidad ha aumentado en el último siglo, las poblaciones indígenas se han vuelto cada vez más marginadas en la sociedad mexicana.
Los grandes cambios en las comunidades indígenas se dieron a partir de las reformas agrarias emergidas del revolucionario Plan de Ayutla por medio de la "Ley Lerdo" a mediados del siglo XIX, con lo cual se abolían las tierras comunales y a partir de entonces los indígenas se vieron forzados a pagar una serie de nuevos impuestos y que bajo la coacción de hacendados y gobierno no pudieron pagar creándose los grandes latifundios, lo que provocó que poco a poco fueran perdiendo sus tierras, su identidad, su lengua, e incluso su libertad.
Este proceso aceleró los cambios en la relación asimétrica entre las lenguas indígenas y el castellano, así el náhuatl se vio cada vez más influenciado y modificado; como primera consecuencia es observable una zona de una rápida pérdida del habla y las costumbres cercana a las grandes ciudades, como segunda consecuencia vemos zonas donde la “castellanización” es más fuerte provocando un bilingüismo activo, en una tercera zona se mantuvieron los hablantes indígenas más aislados y conservaron más puras sus tradiciones.
Durante el Segundo Imperio Mexicano, el emperador Maximiliano I procuró tener un traductor especialista en náhuatl-español porque tenía interés en que en el imperio se usara más el idioma que hablaba una gran parte de la población, por lo que se dedicó a aprender el idioma mexicano y su traductor, Faustino Chimalpopoca, se convirtió en su maestro. Fue muy importante para Maximiliano emitir sus decretos en náhuatl y en español, ya que era consciente de que era necesario acercarse a los ciudadanos en su propia lengua. En 1865, Maximiliano I emitió dos decretos bilingües (en mexicano y español) y, el 16 de septiembre de 1866, emitió un edicto, también bilingüe, sobre el fundo legal a favor de los pueblos indígenas.

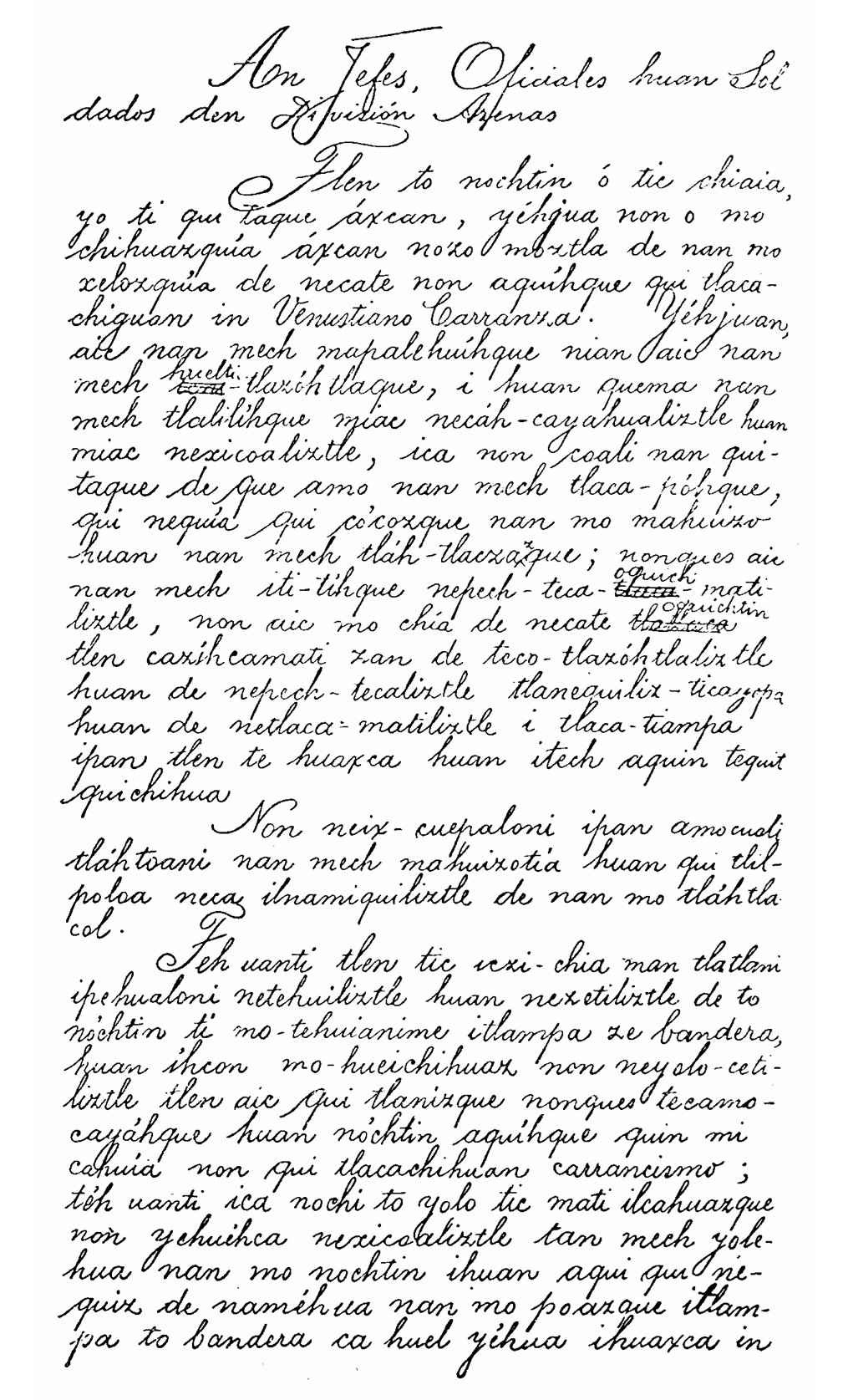
Manifiesto de Emiliano Zapata en náhuatl emitido durante la Revolución mexicana.

Varios años después, el gobierno de Porfirio Díaz y las políticas porfirianas tendían a la eliminación de las lenguas nativas, buscando el desarrollo y el progreso del país bajo un nacionalismo mexicano, política seguida por los gobiernos posrevolucionarios. Cabe destacar que el revolucionario Emiliano Zapata, tras varios años combatiendo en la Revolución Mexicana, emitió dos manifiestos en náhuatl el 27 de abril de 1918.
Sin embargo, solo hasta el gobierno cardenista surge un verdadero interés institucional por comprender y estudiar la cultura indígena, intentando revertir la tendencia de la incorporación forzada a la cultura nacional, lo que de hecho no pasó y continuó la pérdida hasta los años ochenta. A principios de 1950, R. H. Barlow y Miguel Barrios Espinosa crearon el Mexihkatl Itonalama, un periódico en idioma mexicano que circuló por varios pueblos de los estados de México, Puebla y Morelos, y la revista Tlalocan de divulgación.
Cambios significativos se dieron por lo menos desde mediados de la década de 1980, aunque las políticas educativas en México se centraron en la castellanización de las comunidades indígenas, para enseñar puramente español y desalentar el uso de las lenguas nativas, tuvo como resultado que hoy en día un buen número de hablantes de náhuatl estén en posibilidad de escribir tanto su lengua como el español; aun así, su tasa de alfabetización en español sigue siendo muy inferior a la media nacional.

A pesar de ello, el náhuatl sigue siendo hablado por más de dos millones de personas, de los cuales alrededor del 10% son monolingües. La supervivencia del náhuatl en su conjunto no está en peligro inminente, pero la supervivencia de ciertos dialectos sí lo está; y algunos ya se han extinguido durante las últimas décadas del siglo XX.

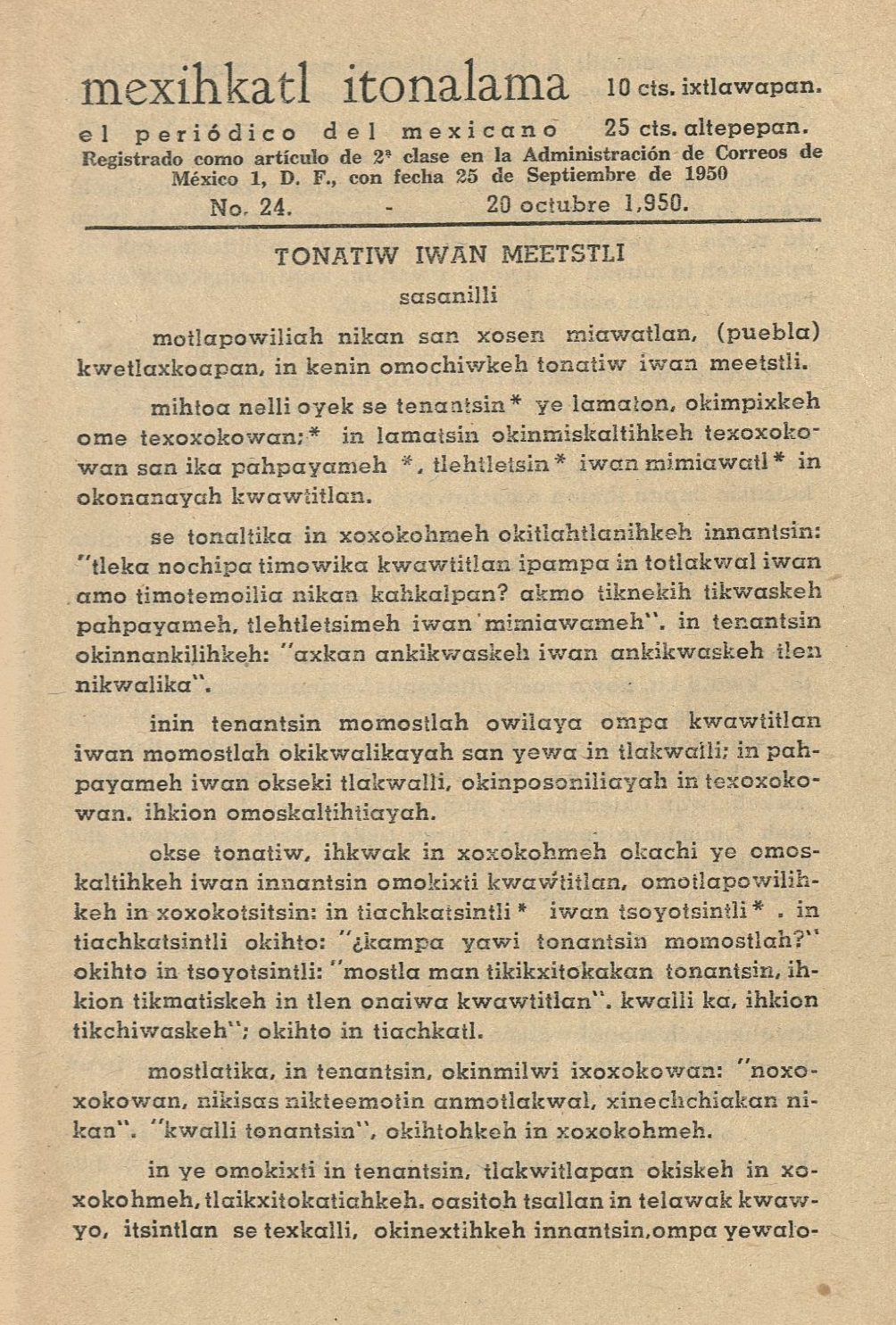
Página del Mexihkatl Itonalama donde se muestra una narración titulada “Tonatiw iwan meetstli”.

La década de 1990 vio la aparición de cambios diametrales en las políticas del gobierno mexicano hacia los derechos indígenas y lingüísticos. La evolución de los acuerdos en el ámbito de los derechos internacionales combinada con presiones internas condujeron a reformas legislativas y la creación de organismos gubernamentales descentralizados; así, ya para el 2001 el Instituto Nacional Indigenista desapareció para darle paso a la Comisión Nacional para el Desarrollo de los Pueblos Indígenas (CDI) y el Instituto Nacional de Lenguas Indígenas (INALI) creado en 2003 con responsabilidades para la promoción y protección de las lenguas indígenas.
En particular la Ley general de Derechos Lingüísticos de los Pueblos indígenas reconoce todas las lenguas indígenas del país, incluyendo el náhuatl, como "idiomas nacionales" y da a los indígenas el derecho a utilizarlos en todas las esferas de la vida pública y privada. En el artículo 11, que garantiza el acceso a la educación obligatoria, bilingüe e intercultural. Esta ley da origen al Catálogo de las Lenguas Indígenas Nacionales en 2007. En 2008, el entonces alcalde de la Ciudad de México, Marcelo Ebrard, manifestó su apoyo al aprendizaje y la enseñanza del náhuatl para todos los empleados de la ciudad y los que trabajan en la administración pública local.
En 1895, el náhuatl era hablado por más del 5% de la población. Para el año 2000, esta proporción había caído a 1.5%. Teniendo en cuenta el proceso de marginación combinada con la tendencia de la migración a las zonas urbanas y a los Estados Unidos, algunos lingüistas están advirtiendo sobre la muerte inminente de las lenguas. En la actualidad se habla principalmente en las zonas rurales por una clase baja de agricultores de subsistencia.
De acuerdo con el INEGI, el 51% de los hablantes de náhuatl están involucrados en el sector agrícola y 6 de cada 10 no reciben sueldos o ganan menos del salario mínimo. Sin embargo, en los últimos años, el idioma está ganando cada vez más popularidad, hecho que ha llevado al aumento de contenido en internet en el idioma y a la traducción de sitios web como Wikipedia, aplicaciones como Telegram Messenger y juegos como Minecraft a náhuatl.
En 2020, la cámara de diputados aprobó el dictamen con proyecto de decreto que reconoce constitucionalmente como lenguas oficiales al español, al mexicano y a las demás lenguas indígenas, las cuales tienen la misma validez en términos de la ley a nivel nacional. Desde el inicio del Decenio Internacional de Lenguas Indígenas (DILI 2022-2032) se están llevando a cabo diferentes políticas relacionadas con la expansión de los idiomas nacionales en los ámbitos de la educación y espacios públicos, además de los medios de comunicación.
La presencia del náhuatl en los medios está ganando fuerza, como se puede ver en la inclusión del náhuatl en las transmisiones en vivo de la Copa Mundial de Fútbol de 2022. En 2023, el estado de Morelos estableció la enseñanza obligatoria del idioma en todas las escuelas de la entidad. En 2024, los debates presidenciales de México se transmitieron con traducción en vivo a náhuatl, maya y tsotsil.

## Distribución y variedades dialectales

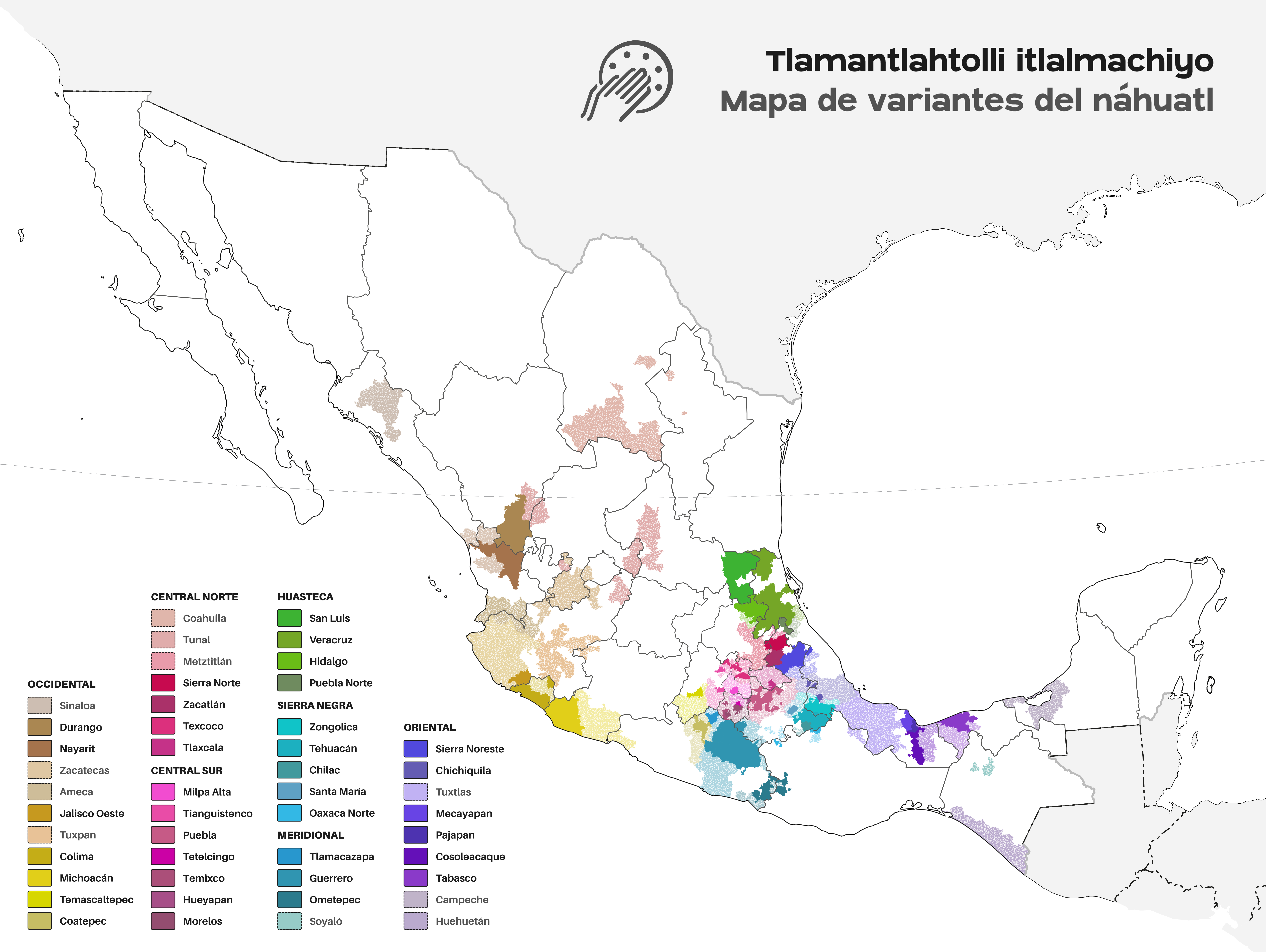
Variantes históricas y actuales del náhuatl en territorio mexicano clasificadas por grupo dialectal.

Como etiqueta lingüística, el término "náhuatl" comprende un continuo dialectal de variantes lingüísticas, los cuales pueden verse como dialectos de una misma lengua. Entonces, las variantes del náhuatl pertenecen al grupo náhuatl (también llamado nahuatlano y nahuano) de la familia yutonahua.
El Instituto Nacional de Lenguas Indígenas reconoce 30 variantes dentro del grupo lingüístico etiquetado como "Nahuatl" y el catálogo Ethnologue, reconoce 28 variantes identificadas con códigos ISO 639-3. La etiqueta "náhuatl" se usa también incluyendo el náhuat de El Salvador, conocido como "pipil".
En México, el mexicano o náhuatl se habla principalmente en cinco estados: Guerrero, Puebla, Hidalgo, San Luis Potosí y Veracruz, donde tiene en cada estado una población superior a los 200 000 hablantes. 
En los estados de Morelos, Tlaxcala, Jalisco y Nuevo León cuenta con una población dispersa o en localidades pequeñas; en promedio se puede hablar de una población de alrededor de 30 000 hablantes. En los estados de Tabasco, Michoacán, México, Oaxaca, Nayarit y Durango, así como los habitantes de Milpa Alta la presencia es mínima y con posibilidad de perderse (excepto en Oaxaca). 
Las variedades dialectales se agrupan en dos ramas principales, nahua oriental y nahua occidental. Sus dialectos son:

### Nahua oriental
Considerada como la rama más conservadora o la que retomó características arcaicas como el uso del absolutivo en -t. Se tiene cuatro zonas muy marcadas; 
- por una parte, está el “mexicano de la Huasteca” con gran influencia de las variantes centrales;
- las variantes del centro de Veracruz, sur de Puebla y Oaxaca con rasgos del Golfo;
- las denominadas variantes del “Istmo” (o Golfo) con una fuerte sustitución del -tl por -t, en el sur de Veracruz, Tabasco y Nicaragua; y
- las variantes de Guerrero y Honduras, que tienen una influencia significativa de las variantes centrales.

#### Mexicano de la Huasteca
El mexicano de la Huasteca o náhuatl huasteco es la variedad de náhuatl con mayor número de hablantes. Aunque se reconocen como tres regiones distintas con particularidades, la inteligibilidad es muy alta entre ellas, siendo del 85 % de acuerdo con Ethnologue. En el estado de Hidalgo (principalmente en los municipios de Huejutla, Jaltocán, Pisaflores y Tenango de Doria) es denominado por el INALI mexicano de la Huasteca hidalguense (nch); en la región noroeste de Veracruz es llamado náhuatl de la Huasteca veracruzana (nhe); y en los municipios del sureste de San Luis Potosí lo clasifican como náhuatl de la Huasteca potosina (nhw). Tiene alrededor de un millón de hablantes en total en las tres áreas.

#### Mexicano de Guerrero
El mexicano de Guerrero o náhuatl guerrerense durante mucho tiempo fue clasificado en la rama central, sin embargo, los estudios revelan un substrato de elementos orientales y los elementos centrales al parecer son innovaciones que se dieron a partir del siglo XIII. Se le asocia el código ngu. En el estado de Guerrero se presenta una variación dialectal que da origen a cuatro distintas variantes: dos de la “Periferia Occidental”; el “náhuatl de Tlamacazapa” y el “náhuatl de Coatepec”. El grueso de hablantes (alrededor de 150 000) que son propiamente del “náhuatl de Guerrero” se ubican en la región centro-montaña del estado; la cuarta variante es el “náhuatl de Ometepec”, cerca de la Costa Chica y la cual tiene 430 hablantes. Esta última variante también es clasificada en la rama occidental.

#### Náhuatl de la Sierra Noreste

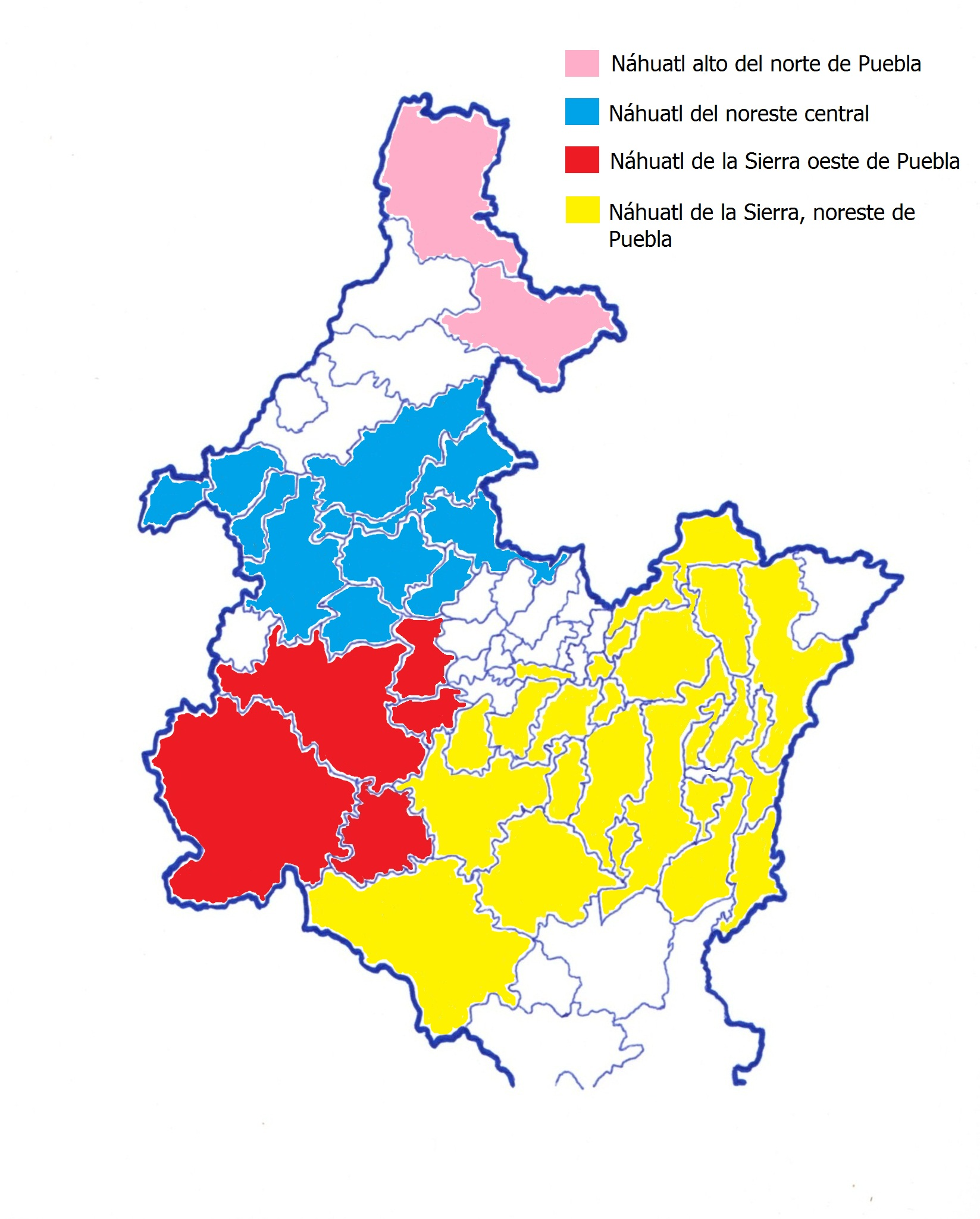
Mapa del norte de Puebla, donde aparece en azul el náhuatl del noreste central.

El náhuat de la Sierra Noreste de Puebla es hablado en los municipios de Atempan, Ayotoxco, Cuautempan, Cuetzalan, Chignautla, Hueyapan, Hueytamalco, Huitzilán de Serdán, Ixtacamaxtitlán, Jonotla, Nauzontla, Tenampulco, Tetela de Ocampo, Teziutlán, Tlatlauquitepec, Tuzamapan, Xiutetelco, Xochiapulco, Xochitlán, Yaonahuac, Zacapoaxtla, Zautla, Zapotitlán, Zaragoza y Zoquiapan.
Ethnologue le asigna el código azz (Nahuatl, Highland Puebla). Tiene 134 737 hablantes. En esta variante es muy marcado el uso de /t/ en las palabras en lugar de /tl/; los nativos llaman a su lengua “mehikanohtahtol” y se autodenominan “masewalmeh” como equivalente de gente indígena.

#### Náhuatl central de Veracruz
Es la variante que se habla en el centro del estado de Veracruz, principalmente en el área al sur de la ciudad de Orizaba. Se le asocia el código nlv y también se le conoce como náhuatl de Orizaba o náhuatl de la Sierra de Zongolica. Tiene un 79 % de inteligibilidad con el náhuatl de Morelos.
Existe un dialecto llamado náhuatl de Ixhuatlancillo que se habla en un pueblo al norte de Orizaba. Hay varias escuelas primarias y una secundaria que utilizan la enseñanza en náhuatl de Orizaba junto con el español. Tiene alrededor de 120 000 hablantes.

#### Náhuatl de Chichiquila
El náhuatl de Chichiquila es la variante que se habla en varias localidades de los municipios poblanos de Chichiquila y Chilchotla. Tiene un 87 % de inteligibilidad con el náhuat de la Sierra Noreste y un 85 % con el náhuatl de Orizaba. Se le asocia el código nhq y tiene alrededor de 7000 hablantes. Está clasificado en la categoría “7”, es decir, en riesgo alto de desaparición.

#### Náhuatl de la Sierra Negra
El náhuatl de la Sierra Negra es la variante que se habla en la parte serrana de la región de Tehuacán. A la variedad hablada en la parte norte de la Sierra Negra se le asocia el código nsu y tiene alrededor de 25 000 hablantes, de los cuales 16 000 son monolingües. A la variedad hablada en la parte sur de la región se le asocia el código npl y es hablada por 92 000 personas. Las dos variedades tienen aproximadamente un 60 % de inteligibilidad con el mexicano de Morelos.

#### Mexicano de Oaxaca
El mexicano de Oaxaca o náhuatl oaxaqueño se habla en la Sierra Mazateca de Oaxaca. Es la variante que se extiende desde el municipio de Teotitlán hasta la región cercana a Tochtepec. Es la variante viva más sureña en territorio mexicano en la actualidad y tiene un alto grado de inteligibilidad con el náhuatl de la Sierra Negra, el náhuatl de Orizaba y las variantes orientales de Puebla. Se le asocia el código nhy y tiene alrededor de 13 000 hablantes.

#### Náhuatl del istmo
El INALI engloba tres variantes bajo el nombre de náhuat del Istmo (también llamado náhuatl istmeño), según los estudios del Instituto Lingüístico de Verano (SIL por sus siglas en inglés) le corresponde a la forma más extrema hacia el sur, en el municipio de Cosoleacaque, el código ISO 639-3 nhk, al de Mecayapan el código nhx y al de Pajapan aplica el código nhp.
La variante más representativa y estudiada es la de Mecayapan. Tiene alrededor de 20 000 hablantes, distribuidos también en el pueblo de Tatahuicapan. En su proceso fonológico evolutivo está emparentada con el náhuat tabasqueño y usa las letras /b/, /d/, /g/ y /r/. Además, esta variante se caracteriza por el uso de vocales largas.

#### Náhuatl de Tabasco
El náhuat tabasqueño o náhuatl chontal es la variante que se habla en la Chontalpa. Está relacionado con las variantes de Mecayapan, Tatahuicapan de Juárez, Cosoleacaque y el náhuat de El Salvador. Es la variante más oriental en territorio mexicano, de la cual quedan alrededor de 30 hablantes los que residen en la comunidad de Cupilco en el municipio tabasqueño de Comalcalco. Se le asocia el código nhc y está clasificado en la categoría “8b”, es decir, casi extinto.

#### Nahua de Honduras
El nahua hondureño estándar es la variante utilizada en el ámbito de la Educación Intercultural Bilingüe por el pueblo nahua de Honduras en el departamento de Olancho, específicamente en los municipios de Gualaco, Guata, Jano y Catacamas. Se trata de una variedad reconstruida, codificada sobre una base nahua oriental con el objetivo de recuperar la lengua hablada y escrita para su uso en todos los ámbitos. Su normalización la llevan a cabo docentes de la Organización del Pueblo Indígena Nahua de Honduras.

#### Náhuatl de El Salvador
El náhuatl de El Salvador, o náhuat como se le llama localmente es la variante hablada en El Salvador. Está relacionada con las variantes del istmo en el sur de Veracruz y de Tabasco.

### Nahua occidental
Considerada como la rama más innovadora o la que desarrolló características nuevas como el uso del absolutivo en -l. Se tiene cuatro zonas muy marcadas;
- por una parte, están las variantes centrales y el “náhuatl clásico”;
- las variantes de Jalisco, Durango y Nayarit con absolutivo en -t y pérdida de la vocal final;
- las denominadas variantes de la “periferia occidental” con una fuerte sustitución del -tl por -l, en Michoacán y Colima; y
- las variantes de Chiapas y Guatemala, las cuales retoman el absolutivo en -t.

Mapa de las principales variedades dialectales del idioma mexicano, según Ethnologue.

#### Náhuatl central
El náhuatl central es una derivación del “nahua occidental” que durante los siglos XIV y XV desarrolló varias innovaciones a la vez que asimiló algunas características de las demás variantes. En el mismo siglo XV ya presentaba una diferenciación y eran consideradas diferentes las hablas del centro (valle de México), de Morelos o de Tlaxcala-Puebla. En la Ciudad de México, se habla en la alcaldía de Milpa Alta.

#### Náhuatl clásico
El náhuatl clásico o mexicano colonial es la denominación de la lengua registrada durante el Virreinato; ésta en realidad refleja una serie de variantes. Una gran parte de que parezca solo un idioma es debido al esfuerzo de los frailes que quisieron trasmitir, por medio de la lengua más culta, la fe cristiana. Posteriormente las autoridades virreinales, con una forma más coloquial, dieron cabida a la elaboración de documentos (testamentos, pleitos territoriales, denuncias, etc.) en lengua náhuatl.
Los libros y documentos escritos en la Ciudad de México contienen un estilo más elegante, el que quisieron rescatar los religiosos. Obra diversa procede de otras ciudades importantes como Colhuacán, Chalco, Cuauhtitlan, Tlaxcala, Tecamachalco. Las diferencias más marcadas entre la variante de México y otras se pueden ver al comparar el Nican mopohua con textos de Jalisco (Yáñez, 2001) o de Guatemala (Dakin, 1996). Se le asocia el código nci.

#### Náhuatl de Tlaxcala
El náhuatl de Tlaxcala es una de las variantes que presenta una gran asimetría en su relación con el español, buena parte de los pueblos históricos que la hablan están siendo absorbidos por la mancha urbana de la Zona Metropolitana de Puebla-Tlaxcala, por lo que la han modificado al correr de los años su estructura y fonología; es hablado con más frecuencia en los municipios de la región occidental del Volcán la Malintzi y sur del estado, como Tetlanohcan, Contla de Juan Cuamatzi, Chiautempan, Teolocholco y San Pablo del Monte. Es denominado por el INALI mexicano del oriente central, se le asocia el código nhn y tiene alrededor de 40 000 hablantes.

#### Náhuatl central de Puebla
El náhuatl del noreste central (denominación del INALI) es equivalente al Nahuatl, Northern Puebla de Ethnologue con código ncj. Para la institución mexicana es la variante hablada en los municipios de Acaxochitlán (Hidalgo), en los municipios poblanos de Chiconcuauhtla, Honey, Huauchinango, Jopala, Juan Galindo, Naupan, Pahuatlán, Tlaola, Tlapapcoya, Xicotepec, Zihuateutla. Tiene 71 040 hablantes. Uno de los primeros estudios de la zona lo hizo Yolanda Lastra en Acaxochitlán en 1980 (véase bibliografía).
La variante llamada náhuatl de la sierra oeste de Puebla es hablada en Ahuacatlán, Aquixtla, Chignauapan, Tepetzintla, Zacatlán. Se le asocia el código nhi (Nahuatl, Zacatlán-Ahuacatlán-Tepetzintla). Tiene 19 482 hablantes. La cuarta variante en la región norte de Puebla que reconoce el INALI la denomina náhuatl alto del norte de Puebla y es hablada únicamente en los municipios de Francisco Z. Mena y Venustiano Carranza. Tiene 1350 hablantes.

#### Náhuatl de Coahuila
El náhuatl de Coahuila es la variante históricamente hablada en el sureste de Coahuila, la Comarca Lagunera y las regiones centro y noroeste de Nuevo León, principalmente en los municipios de San Esteban, Parras de la Fuente, Guadalupe y Bustamante. A diferencia del resto de variantes en México, el náhuatl de Coahuila existía en una región casi desprovista de otros asentamientos de hablantes de náhuatl, conviviendo generalmente con hablantes de otras lenguas indígenas aridoamericanas y el español. En la actualidad, se ha desarrollado un proyecto de recuperación lingüística en el municipio de Bustamante, Nuevo León.

#### Mexicano de Morelos

Número de hablantes por estado mexicano en el año 2020. Fuente: INEGI.

El mexicano de Morelos es una denominación genérica que designa a toda la población hablante de esta lengua en el estado, por lo que se presta a confusión. La variante de Morelos tiene un alto grado de inteligibilidad con el náhuatl de Sierra Negra. El INALI divide el estado en cuatro variantes; el más representativo y al que le correspondería el código nhm lo denomina mexicano de Tetela del Volcán (es el náhuatl de Hueyapan y Santa Catarina); las otras variantes son el mexicano de Temixco (náhuatl de Cuentepec); el mexicano central bajo (hablado en los municipios de Ayala y Jojutla) y por supuesto el náhuatl de Tetelcingo que denomina mexicano de Puente de Ixtla. La población total nahuahablante en el estado es de 19 241 personas. A partir de 2024, la Secretaría de Educación del Estado de Morelos estableció la enseñanza obligatoria del idioma en todas las escuelas de la entidad.

#### Náhuatl de Tetelcingo
El náhuatl de Tetelcingo o mösiewalli̱, aunque emparentado con el náhuatl clásico, tuvo una evolución que ha obligado a los investigadores a desarrollar un sistema de escritura muy particular. El primer estudio de esta variante lo hizo William Cameron Townsend en 1935. Es hablado por cerca de 3500 personas en el municipio de Cuautla de Morelos (Morelos). A esta variante se le asocia el código nhg.

#### Náhuatl de Nicaragua
El náhuat nicaragüense o mexicano de Nicaragua es la variante históricamente hablada en la Costa del Pacífico de Nicaragua y en asentamientos nahuas de Costa Rica y Panamá. También se le conoce como náhuatl niquirano y fue documentado en el siglo XIX en la isla de Ometepe. A diferencia de otras variantes centroamericanas, este se deriva del náhuatl central del valle de México.

#### Mexicanero de Durango
El náhuat de Durango o mexicano del noroeste es una variedad que también se le conoce como náhuatl mexicanero y se habla en los estados de Durango y Nayarit, en las poblaciones de San Pedro de las Jícoras, San Juan de Buenaventura entre otras. Los nahuas de esta región descienden de los caxcanes y tienen una interacción muy activa con los tepehuanes, coras y huicholes con los que comparten territorio y varias tradiciones.
Antiguamente, también era hablado en Zacatecas, el sur de Sinaloa, Aguascalientes y los Altos de Jalisco. Su supervivencia actual se ha debido al aislamiento y lo poco accesible de sus comunidades; viven de una economía autosuficiente; su lengua es la usual en la vida cotidiana. Aunque en su mayoría son bilingües no aprenden el español hasta después de los 5 o 6 años. Cuenta con alrededor de 1300 hablantes. Se les asocia el código azd a la variante de Durango y el código azn a la variante de Nayarit.

#### Mexicano de Jalisco
El náhuat de Jalisco o mexicano del occidente es la variante históricamente hablada en el estado de Jalisco y que compartía rasgos con el náhual de Michoacán. Fue la primera variante en tener su propia gramática, fue elaborada en 1692 por Fray Juan Guerra y se llamó Arte de la lengua mexicana que fue usual entre los indios del obispado de Guadalajara y de parte de los de Durango y Michoacán. Otra gramática de esta variante fue publicada en el año 1765.
Las imposiciones por parte de los gobiernos locales durante el Porfiriato fueron causa de una rápida pérdida del habla a principios del siglo XX, los gobiernos posrevolucionarios no mostraron una mejor disposición ni siquiera para su estudio, por lo que en la década de los sesenta y setenta cuando lingüistas e investigadores quisieron estudiarlo ya estaba moribundo. En la actualidad, la educación bilingüe-indígena está llevando a cabo un proyecto de recuperación lingüística en el estado.

#### Náhuatl de Michoacán
El náhual de Michoacán o mexicano central de occidente es hablado en la costa de Michoacán y parte de la sierra pegada a esta; ha sufrido una gran pérdida de hablantes, pero es a la vez una de las que más se apega a sus tradiciones. Para recuperar su lengua se han implementado la educación indígena obligatoria durante los tres primeros ciclos escolares de la educación básica y se promueve la escritura literaria. Tiene 2809 hablantes en los estados de Michoacán y Colima. Se le asocia el código ncl.

#### Náhuatl de Chiapas
El náhuat chiapaneco o mexicano de Chiapas es la variante históricamente hablada en el noroeste de Chiapas, específicamente en los municipios de Bochil, Soyaló, Copainalá y Jitotol. Esta variedad de náhuatl, a pesar de formar parte del grupo central, ha retomado el uso del absolutivo en -t. En el municipio de Huehuetán también existió una comunidad nahua. No obstante, la variante huehueteca, conocida también como "waliwi", no pudo ser documentada más allá de un muy reducido número de palabras y oraciones cortas.

#### Náhuatl de Guatemala
El náhuat guatemalteco o mexicano de Guatemala es la variante históricamente hablada en los departamentos del sureste de Guatemala. Aunque se dejó de hablar en el siglo XIX, esta variedad está bien documentada, teniendo incluso su propia gramática llamada Arte de la lengua vulgar mexicana de Guatemala qual se habla en Ezcuintla y otros pueblos de este reyno, escrita alrededor de 1700. Los lugares donde existe un registro importante del uso escrito del náhuat guatemalteco son Escuintla, Masagua, Santa María Ixhuatán, Sinacantán, Guazacapán, Nancinta, Pasaco, Salamá y San Agustín Acasaguastlán.

## Enseñanza del náhuatl
La enseñanza del idioma náhuatl, al igual que cualquier otro idioma en el mundo, se da en el seno materno de un hogar, es decir, se trasmite de padres a hijos. Esto conlleva toda una serie de factores socioculturales que determinan distintos grados de asimilación y proporcionan distintos niveles de comprensión e interpretación. Esencialmente, se pueden considerar dos tipos de hablantes: quienes simplemente reproducen el habla de su entorno incluso sin necesidad de aprender a escribirlo y, por otro lado, quienes lo cultivan ya sea oral o escrito para desarrollar una mayor capacidad de comunicación clara.
La lengua náhuatl durante la época prehispánica carecía de un sistema de escritura para su enseñanza, lo cual era de hecho innecesario, ya que aparte del aprendizaje en el hogar existían instituciones de educación obligatoria donde aprendían a distinguir el habla común (masewallahtolli) del habla elegante (tekpillahtolli). En las escuelas indígenas (telpochkalli, kalmekak o kwikakalli) se ponía mucho énfasis en la adquisición de habilidades en oratoria, se aprendían de memoria largos discursos morales, históricos, obras de teatro y cantos. Esto hacía de la enseñanza de la lengua y en sí de la educación, un modelo de éxito.
Al llegar los españoles y reconocer la utilidad del sistema lo aprovecharon, permitiendo que el náhuatl continuara en uso. Los peninsulares se vieron obligados a aprender el idioma nativo, lo que provocó a su vez que escribieran tratados para su comprensión y utilización para la catequización del indígena. En realidad, la enseñanza del náhuatl siguió dándose de manera natural, por medio del uso generalizado. La creación de centros de estudio durante el Virreinato fue para el conocimiento y desarrollo de las ciencias —entre ellas la escolástica— y no para la alfabetización de los indígenas, solo la nobleza nahua tenía derecho a aprender a leer y escribir su lengua, el grueso del pueblo tenía que acudir ante “escribanos” para la creación de algún documento.
La situación colonial se extendió hasta el siglo XX, donde al inicio de la revolución mexicana la población indígena era 90 % analfabeta. Con la creación de la Secretaría de Educación Pública durante el mandato de Álvaro Obregón, se planteó un departamento de educación indígena, sin embargo, continúa el debate entre el uso o desuso de las lenguas vernáculas; es hasta 1940 que con el apoyo del presidente Lázaro Cárdenas se implementan programas de educación en lengua materna, cuyos experimentos pilotos funcionan. pero al establecerlos a nivel nacional pierden solidez. Gobiernos posteriores se centran en la castellanización, dejando de lado la enseñanza de las lenguas nativas, a mediados de los ochenta se cuenta ya con una tasa mayor al 70 % de indígenas alfabetizados, sin embargo, solo el 20 % sabe escribir su propio idioma.
Nuevos programas piloto durante los ochenta y noventa por parte de la SEP fueron la base de una educación bicultural enfocada primero en la escritura y habla de la lengua materna, y a partir del cuarto ciclo escolar el aprendizaje del español. Durante el ciclo 1993-94 aparecen los primeros libros de texto gratuito en lengua náhuatl que cubrían hasta el tercer grado de educación primaria, línea que continúa hasta la actualidad (2016) ya que no se han elaborado los materiales para los grados superiores.
Junto con la educación básica la SEP por medio del Instituto Nacional para la Educación de los Adultos (INEA) ha desarrollado material para alfabetizar a personas mayores de 15 años, esto durante la primera década de este siglo, cubriendo nueve zonas escolares indígenas y un número de variantes casi iguales, las cuales son:
- 1) Mecayapan, Veracruz.
- 2) Pajapan, Veracruz.
- 3) Zaragoza, Veracruz.
- 4) Sierra Nororiental (Cuetzalan), Puebla.
- 5) Chicontepec, Veracruz.
- 6) Guerrero.
- 7) De la Huasteca, Hidalgo.
- 8) Sierra Negra y Zongolica, Puebla y Veracruz.
- 9) Sierra Norte, Puebla.

El INEA trabaja bajo el programa “Modelo Educación para la Vida y el Trabajo”, abreviado “MEVyT Indígena”, también conocido como MIB. Consta de siete módulos, cuatro de los cuales totalmente en náhuatl; estos materiales están disponibles en línea para todo público y de manera gratuita.

### Enseñanza en universidades
En México se pueden encontrar cursos de náhuatl en universidades como la UNAM. Por otra parte, la Universidad Veracruzana ofrece una maestría de lengua y cultura completamente en náhuatl. Asimismo, varias universidades, entre las que destaca la Universidad de Texas, proporcionan cursos de náhuatl en Estados Unidos como lengua de herencia cultural desde la primera década del siglo. En Polonia, la Universidad de Varsovia cuenta con cursos y un programa de revitalización del idioma en colaboración con el Instituto de Docencia e Investigación Etnológica de Zacatecas. La Universidad de Tolosa (Jean Jaurès) en Francia también tiene cursos de introducción al idioma náhuatl.

### Educación Intercultural Bilingüe
El proceso de enseñanza se ve afectado debido a que en las escuelas de Educación Intercultural Bilingüe existe una gran escasez de recursos didácticos como lo son los libros de texto escritos en lengua náhuatl, esto causa que los docentes no logren crear un proceso de enseñanza-aprendizaje eficaz para los niños, lo cual genera un retraso educativo y una enseñanza descontextualizada debido a que los libros son de gran apoyo tanto para el maestro como para el alumno.
La falta de preparación docente toma un papel relevante que propicia dificultades para que se asuman los retos y las necesidades dentro de la escuela, así como en los alumnos, ya que es importante que exista una buena comunicación entre alumno-maestro mediante una convivencia que favorezca el poder entender, analizar y aprender más sobre la lengua materna de los alumnos. Esto genera la necesidad en los docentes para buscar material fuera de la escuela y tomar cursos externos para tener la preparación y las herramientas necesarias que mejoren las estrategias que implementan con los alumnos. Es importante implementar programas de desarrollo profesional y recursos adecuados para que los maestros estén preparados para brindar elementos importantes de la Educación Intercultural Bilingüe. 
En Honduras, el enfoque intercultural bilingüe incluye el rescate, fortalecimiento y desarrollo del náhuatl, al igual que otros idiomas indígenas que hubieron caído en desuso, a través de un proceso intensivo en la educación en el cual se desarrolla y se trata pedagógicamente el idioma como segunda lengua durante el proceso educativo con el objetivo de alcanzar un bilingüismo aditivo con interculturalidad.

## Descripción lingüística
La gramática más antigua conocida del idioma, titulada Arte de la lengua mexicana, fue elaborada por el franciscano fray Andrés de Olmos. Fue concluida el primero de enero de 1547 en el convento de Hueytlalpan, ubicado en el Estado mexicano de Puebla. Destaca el hecho de haber sido desarrollada antes que muchas gramáticas de lenguas europeas como la francesa, y tan solo 55 años después de la Gramática de la lengua castellana de Antonio de Nebrija.

### Fonología
Desde el punto de vista del fonético, el náhuatl es relativamente parecido al español. Contrasta en que carece de oclusivas sonoras (/b, d, g/), de fricativas con puntos de articulación delanteros (/f, θ/) y de vibrantes (/r/), mientras que ofrece mayor complejidad en las africadas (/ts/ y /ʃ/, que sí aparece en todas las iberorromances y en castellano no estándar, así como en francés, italiano, rumano o inglés) y en la lateral /t͡ɬ/. La mayoría de las variedades modernas de náhuatl emplean las siguientes consonantes según el AFI:
|                  | Bilabial | Alveolar | Postalveolar | Palatal | Velar | Labiovelar | Glotal |
| ---------------- | -------- | -------- | ------------ | ------- | ----- | ---------- | ------ |
| Nasal            | m /m/    | n /n/    |              |         |       |            |        |
| Oclusiva         | p /p/    | t /t/    |              |         | k /k/ | kw /kʷ/    |        |
| Fricativa        |          | s /s/    | x /ʃ/        |         |       |            | h /h/  |
| Africada         |          | ts /t͡s/  | ch /t͡ʃ/      |         |       |            |        |
| Africada lateral |          | tl /t͡ɬ/  |              |         |       |            |        |
| Lateral          |          | l /l/    |              |         |       |            |        |
| Semiconsonante   |          |          |              | y /j/   |       | w /w/      |        |

|          | Cortas    | Cortas    | Cortas   |         | Largas    | Largas     | Largas |
| Anterior | Central   | Posterior | Anterior | Central | Posterior |            |        |
| -------- | --------- | --------- | -------- | ------- | --------- | ---------- | ------ |
| Cerrada  | i /i/~/ɪ/ |           |          | ī /iː/  |           |            |        |
| Media    | e /e/     |           | o /o/    | ē /eː/  |           | ō /oː/~/ʊ/ |        |
| Abierta  |           | a /a/     |          |         | ā /aː/    |            |        |

La distinción entre vocales cortas y largas es importante y permite diferenciar muchos pares como te- 'piedra(s)' / tē- 'gente', kwaw- 'árbol' / kwāw- 'águila' o chichi 'perro' / chīchī 'mamar'. La terminación en vocal de las palabras siempre es oclusiva. Cuando le sigue una -h a la vocal final esta se desvanece hasta desaparecer (debido al ensordecimiento vocálico), similar a lo que sucede con las vocales finales en español. En general, el fonema /h/ es diferente de una variedad a otra, originalmente como sucede en proto-náhuatl era una oclusiva glotal [ʔ], aunque en muchas variantes modernas se realiza ahora como una aspiración [h], que en algunos casos se ha debilitado hasta desaparecer.
La mayoría de los dialectos del náhuatl tienen patrones relativamente simples de alternancia de sonido (alofonía). En muchos dialectos, las consonantes sonoras se ensordecen en posición final de palabra y en grupos de consonantes: /j/ ensordece a una sibilante palato-alveolar sorda /ʃ/, /w/ ensordece a una fricativa glotal sorda [h] o a una aproximante velar labializada sorda [ʍ], y /l/ ensordece a una fricativa lateral alveolar sorda [ɬ]. En algunos dialectos, la primera consonante en casi cualquier grupo de consonantes se convierte en [h]. Algunos también tienen una lenición productiva de consonantes sordas en sus contrapartes sonoras entre vocales. Las nasales normalmente se asimilan al lugar de articulación de una consonante siguiente. La africada lateral alveolar sorda [t͡ɬ] se asimila después de /l/ y se pronuncia [l].

### Morfología
El náhuatl tiene una morfología nominal reducida, la mayoría de los nombres tiene dos formas diferentes según el caso (poseído/no-poseído) o solo una forma indistinguida. El estado absolutivo en singular se marca con /-tli/ y el poseído con /-wi/ (ambos sufijos derivados del proto-yutoazteca /*-ta/ y /*-wa/). En cuanto a las marcas de plural se usan sobre todo los sufijos /-meh/ (procedente del proto-yutoazteca /*-mi/) y a veces /-tin/, /-tinih/ y /-h/, y en menor grado se usa la reduplicación de la sílaba inicial koyōtl 'coyote' kōkoyoh 'coyotes', aunque esto en náhuatl a diferencia de lenguas yutoaztecas, como el guarijío o el pima, es marginal.
La morfología verbal a diferencia de la nominal usa un gran número de morfemas prefijos o clíticos que indican, sujeto, objeto, direccional, marca reflexiva. El número se indica además de prefijo de persona mediante sufijos variados, igualmente el tiempo y el modo se indica mediante sufijos. La raíz verbal cambia de forma para indicar aspecto así para el náhuatl clásico se consideran tres tipos (llamados “temas”: largo, breve, medio) e incluye gran número de sufijos derivativos.

### Sintaxis
El orden de los constituyentes es bastante libre, aunque en los dialectos modernos tiende a SVO en oposición a VSO que eran más frecuentes en las etapas más antiguas de la lengua. Además, las variantes modernas tienden a incluir interjecciones, conjunciones y adverbios prestados del español.
El adjetivo suele preceder al nombre, pero al igual que en la sintaxis en las variantes modernas el acomodo refleja la influencia del español, aunque en los sintagmas todavía prevalece que el modificador o complemento suele preceder al núcleo sintáctico. Eso se refleja también en el hecho de que la lengua tiene sufijos que funcionan como postposiciones (núcleos del sintagma apositivo) en lugar de usar preposiciones como en el español.

### Léxico
El náhuatl se distingue por usar un número reducido de lexemas para construir gran cantidad de palabras mediante aglutinación, lo cual hace que casi toda palabra admita una descomposición en raíces, en su mayoría bisilábicas. Esto da a las palabras una gran transparencia en términos semánticos. Algunos ejemplos de composición léxica se encuentran en topónimos y nombres propios:
- Xochimilco (xochi-mil-ko): ‘lugar de la cementera de flores’ (alcaldía de la Ciudad de México).
- Nezahualcóyotl (ne-sawa-l-koyo-tl): ‘coyote ayunador’ (nombre de un famoso Tlatoani de Texcoco).
- México (mexih-ko): ‘lugar de Mexih’ (nombre de un caudillo, Mexih = Mecih, ‘liebre magueyera’).
- Iztacalco (ista-kal-ko): ‘lugar de la casa de la sal’ (otra delegación de la Ciudad de México).
- Xochiyáoyotl (xochi-yao-yo-tl): ‘guerra florida’ (procedimiento por el que se conseguían esclavos para los rituales).
- Popocatépetl ([po]poka-tepe-tl): ‘cerro que humea’ e Iztaccíhuatl ‘mujer blanca’: los famosos volcanes del Eje Neovolcánico.
- Huitzilopochtli (witsil-opoch-tli): ‘colibrí zurdo’ o ‘colibrí de la izquierda’ (nombre del dios de la guerra).

Ciertas áreas del léxico moderno han sido muy influidas por el español, así el sistema numérico de base vigesimal ha sido abandonado en favor del sistema decimal del español, quedando solo las formas de 1 a 20 del sistema nativo básicamente. Otras áreas del léxico como la vivienda, el vestido y ciertos términos agrícolas han incorporado también términos del español considerados que describen mejor la realidad tecnológica más moderna.

## Escritura

### Escritura mexica

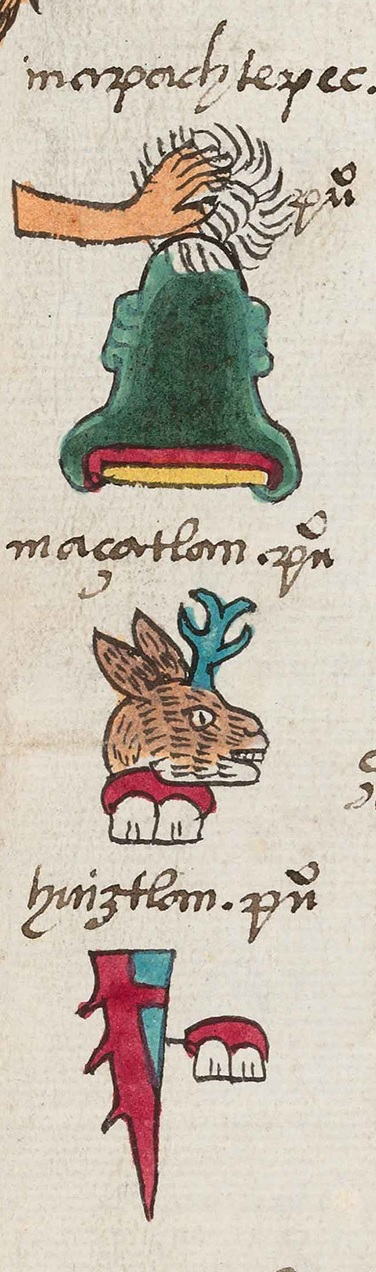
Los locativos Mapachtepec ("Cerro del mapache"), Mazatlan ("Lugar de venados") y Huitztlan ("Lugar de espinas") dibujados en el Códice Mendoza con imágenes que son representaciones aproximadas de un sonido. Mapachtepec está representado por una mano (ma(i)-tl), una madeja de heno (pach-tli) y un cerro (tepe-tl). Mazatlan está representado por un venado (maza-tl) y un par de dientes humanos (tlan-tli). De forma similar, Huitztlan se representa con una espina (huitz-tli) y un par de dientes.

Originalmente se trataba de una escritura pictográfica con rasgos silábicos o fonéticos tipo rebus. Este sistema de escritura fue adecuado para mantener registros tales como genealogías, información astronómica y listas de tributos, pero no representaba el vocabulario total de la lengua hablada de la forma en que los sistemas de escritura del «Viejo Mundo» o la escritura maya podían hacerlo. Ya en los tiempos virreinales los códices fueron usados para enseñar la doctrina cristiana dando origen a los catecismos testerianos que podían ser “leídos” a la usanza anterior a la conquista de México.
El epigrafista Alonso Lacadena ha argumentado que en los albores de la colonización española los escribas nahuas de Tetzcoco habían desarrollado una escritura totalmente silábica que podía representar los sonidos de la lengua hablada en forma similar a la escritura maya. Otros epigrafistas han cuestionado esta teoría argumentando que, aunque rasgos silábicos son evidentes en códices coloniales (muy pocos códices precolombinos han sobrevivido), esta característica puede ser interpretada más como una innovación inspirada por la alfabetización en español que como una continuación de una práctica precolombina.
La existencia de logogramas ha sido documentada desde la conquista. Recientemente, el aspecto fonético de su sistema de escritura ha sido descubierto, aunque muchos de los caracteres silábicos ya habían sido documentados desde el siglo XVI por Bartolomé de las Casas y analizados al menos desde 1888 por Zelia Nuttall y Aubin en 1885. Los catecismos testerianos son documentos que fueron utilizados en la evangelización en la Nueva España, que se caracterizan por explicar los preceptos de la doctrina católica a través de imágenes basadas en convenciones indígenas previas a la Conquista de México. Deben su nombre a Jacobo de Testera, religioso que recopiló catecismos de este tipo de sus autores indígenas.

### Alfabeto latino
Los europeos introdujeron el alfabeto latino, el cual fue utilizado para registrar una gran cantidad de poesía y prosa mexicana, algo que de cierta forma compensó la pérdida de miles de manuscritos mexicas quemados por los europeos. Importantes trabajos de léxico, como el "Vocabulario" de Fray Alonso de Molina en 1571, y descripciones gramaticales, por ejemplo, el "Arte" de Horacio Carochi en 1645, fueron producidos usando variaciones de esta ortografía. La ortografía de Carochi (también llamada "jesuita") usó cuatro diferentes diacríticos: el macrón (ā) para las vocales largas; el acento (á) para vocales cortas; el circunflejo (â) y el grave (à) para el saltillo en diferente posición.

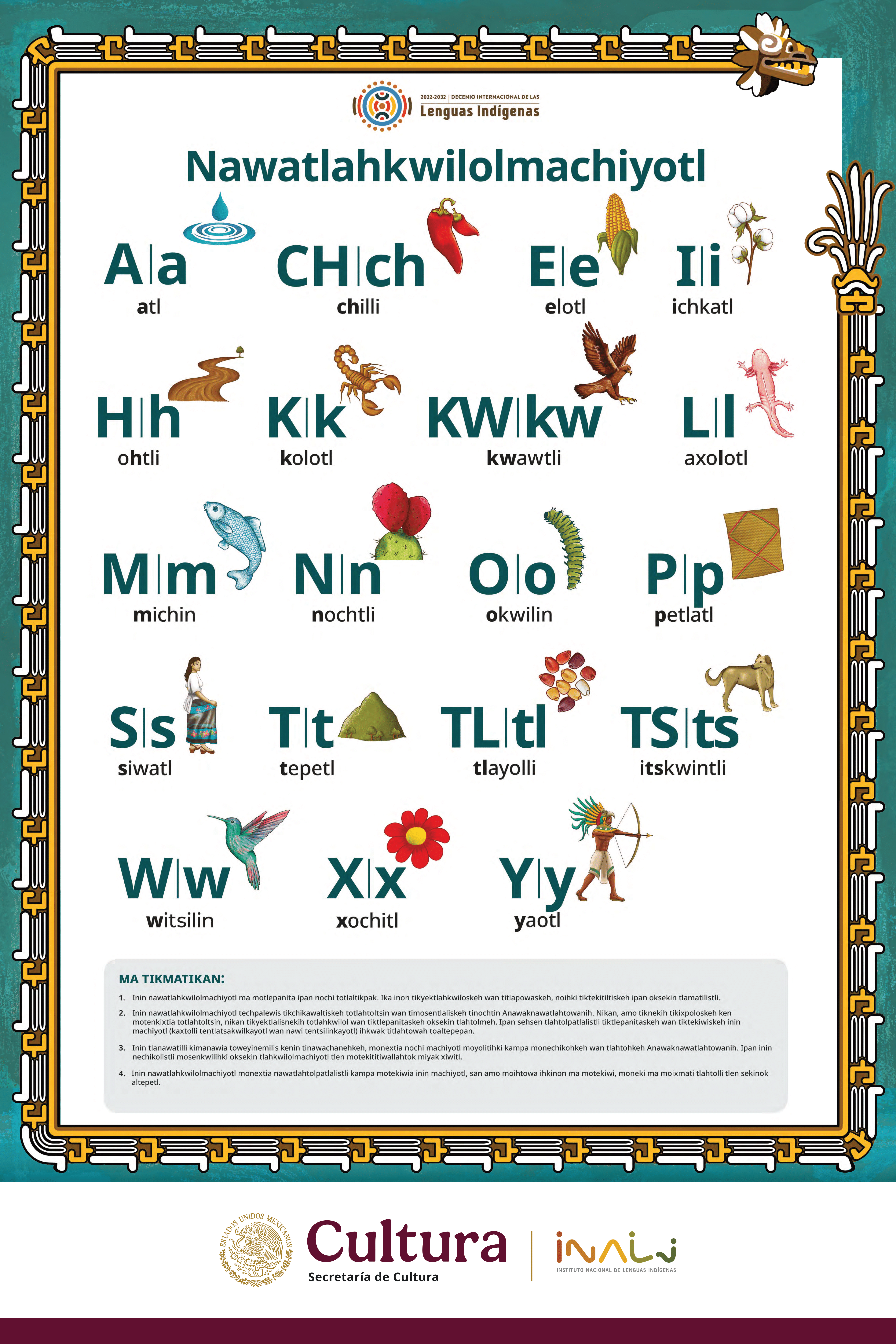
Alfabeto ilustrado del idioma náhuatl o mexicano.

La escritura del idioma náhuatl con caracteres latinos está ligada al desarrollo de la escritura del castellano. Por ello, casi siempre se ha visto espejeada la evolución de las reglas de un idioma sobre el otro. A la forma de escribir el mexicano usada en los textos clásicos se le llama “escritura tradicional”. A partir de los años treinta comenzó una valorización de la lengua de manera fonológica y se buscó escribirla y reglamentarla con base en sus propias características, lo que se conoce como “escritura moderna” y que comenzó a promoverse en la educación en la segunda mitad del siglo XX.
Actualmente, existen dos convenciones que usan diferentes subconjuntos del alfabeto latino: la ortografía tradicional y la ortografía moderna. La Secretaría de Educación Pública de México (SEP) es la institución que ha establecido un sistema de escritura práctico que se enseña en los programas de educación primaria bilingües en las comunidades indígenas.
En 2018, pueblos nahuas de 16 estados del país comenzaron a colaborar con el INALI creando una nueva ortografía moderna llamada yankwiktlahkwilolli, diseñada para ser la ortografía estandarizada del náhuatl. La escritura moderna tiene mucho mayor uso en publicaciones escritas en las variantes modernas que en la variante clásica de la época virreinal, pues los textos, documentos y obras literarias de la época se escribieron usando una ortografía tradicional. El siguiente cuadro recoge convenciones usadas en la ortografía clásica y en la ortografía de las variantes modernas para transcribir los diferentes fonemas:
| Fonemas | /a, a:/   | /e, e:/   | /i, i:/   | /o, o:/   | /p/ | /t/ | /k/       | /kʷ/        | /ʔ, h/    | /t͡s/  | /t͡ʃ/  | /t͡ɬ/  | /s/     | /ʃ/ | /l/ | /j/ | /w/       | /m/ | /n/ |
| Clásica | A a (Ā ā) | E e (Ē ē) | I i (Ī ī) | O o (Ō ō) | P p | T t | C c Qu qu | Cu cu Qu qu | ` ^       | Tz tz | Ch ch | Tl tl | Z z Ç ç | X x | L l | Y y | Hu hu -uh | M m | N n |
| ACK     | A a (Ā ā) | E e (Ē ē) | I i (Ī ī) | O o (Ō ō) | P p | T t | C c Qu qu | Cu cu -uc   | H h       | Tz tz | Ch ch | Tl tl | Z z C c | X x | L l | Y y | Hu hu -uh | M m | N n |
| SEP     | A a       | E e       | I i       | O o       | P p | T t | K k       | Ku ku -uk   | J j (Ꞌ ꞌ) | Ts ts | Ch ch | Tl tl | S s     | X x | L l | Y y | U u -uj   | M m | N n |
| AVELI   | A a       | E e       | I i       | O o       | P p | T t | K k       | Ku ku -uk   | H h       | Tz tz | Ch ch | Tl tl | S s     | X x | L l | Y y | W w       | M m | N n |
| INALI   | A a       | E e       | I i       | O o       | P p | T t | K k       | Kw kw -kw   | H h       | Ts ts | Ch ch | Tl tl | S s     | X x | L l | Y y | W w       | M m | N n |

### Tabla lexicográfica comparativa
A continuación, se reproduce una lista de cognados de varias variantes dialectales en diferentes grupos que permiten reconocer los parentescos más cercanos y la evolución fonológica según la región:
| Náhuatl clásico | Mexicano de la Huasteca | Mexicano de Guerrero | Náhuatl de Orizaba | Náhuatl de Michoacán | Mexicano de Tetela | Náhuatl de Tetelcingo | Náhuatl de Milpa Alta | Náhuatl de Tabasco |
| --------------- | ----------------------- | -------------------- | ------------------ | -------------------- | ------------------ | --------------------- | --------------------- | ------------------ |
| nāhuatlàtōlli   | mexkatl                 | nawatlahtohli        | nawatláhtolli      | mexikanoh            | mexikanoh          | mösiewalli̱            | nawatlahtolli         | nawat              |
| calli           | kalli                   | kahli                | kalli              | kalli                | kalle              | kalli̱                 | kalli                 | kahli              |
| tlayōlli        | tlayolli                | tlayohli             | tláyolli           | layolli              | tlayolle           | tlaulli̱               | tlaolli               | tayúwalli          |
| cempōhualli     | senpowalli              | senpowahli           | senpowalli         | senpowalli           | senpowalle         | senpuwalli̱            | senpowalli            | sepúwalli          |
| īhuān           | wan                     | wan                  | iwan               | wan                  | wan                | wan                   | wan                   | iwan               |
| huèxōlōtl       | palach                  | wexolotl             | wehcho             | picho                | wexolotl           | bexulutl              | wehxolotl             | wehxulut           |
| teōpantli       | tiopan                  | chopan               | tiopan             | tiopan               | tiopantle          | teupan                | teopan                | tiopan             |
| cintli          | sintli                  | sintli               | sintli             | sendi                | sentle             | sentli̱                | sintli                | sinti              |
| tlaxcalli       | tlaxkalli               | tlaxkahli            | tláxkalli          | laxkalli             | tlaxkalle          | tlaxkalli̱             | tlaxkalli             | támalli            |
| mātzàtli        | matsoktli               | matsahtli            | mátsahtli          | matsahli             | matsahtle          | mötsahtli̱             | matsahtli             | matsahti           |
| tōnatiuh        | tonatih                 | tonahli              | tónalli            | tonalli              | tonalle            | tunalli̱               | tonatih               | rontin             |
| èēcatl          | ehekatl                 | ahakatl              | ehkatl             | ihyekal              | yehekatl           | yehyekatl             | ehkatl                | ahakat             |
| maçātl          | masatl                  | masatl               | masatl             | masal                | masatl             | masötl                | masatl                | masat              |
| tlācatl         | tlakatl                 | tlakatl              | tlakatl            | lakal                | tlakatl            | tlökatl               | tlakatl               | takat              |
| quahuitl        | kwawitl                 | kohtli               | kwawitl            | kwawil               | kwawitl            | kwabi̱tl               | kwawitl               | koit               |
| tzopīlōtl       | tsopilotl               | tsopilotl            | tsohpilotl         | tsopilol             | tsopilotl          | tsopilutl             | tsopilotl             | tsuhtsu            |
| tequitl         | tekitl                  | tekipanolistli       | tekitl             | tekipanolisli        | tekitl             | teki̱tl                | tekitl                | tekiyoh            |
| cihuātl         | siwatl                  | sowatl               | siwatl             | siwal                | siwatl             | sowatl                | siwatl                | suwat              |

| Mexicano de Zacapoaxtla | Mexicano de Tehuacán | Náhuatl del norte de Puebla | Náhuatl del Istmo | Mexicano de Oaxaca | Náhuatl mexicanero | Náhuat de El Salvador | Idioma pochuteco |
| ----------------------- | -------------------- | --------------------------- | ----------------- | ------------------ | ------------------ | --------------------- | ---------------- |
| mehikanohtahto̱l         | nawatláhtolle        | mexiꞌkatl                   | melaꞌtahto̱l       | nawatlahtolle      | mexikán            | nawataketzalis        | naguál           |
| kalli                   | kalle                | kalli                       | kahli             | kalle              | kal                | kal                   | quél             |
| tago̱l                   | tlíolle              | tlaolli                     | táyo̱l             | tliolle            | tayól              | tawial                | teyúl            |
| se̱npowal                | senpowalle           | senpowalli                  | bé̱inteh           | senpowalle         | beinteh            | senpual               | çumpél           |
| wa̱n                     | iwan                 | wan                         | iwá̱n              | iwan               | iwan               | wan                   | ca               |
| wewehcho                | wexolotl             | weꞌxolotl                   | wehcho            | wewehcho           | wixolót            | tzunshipetz           | totól            |
| tiopa̱n                  | tiopan               | tiopantli                   | tio̱pan            | tiopan             | iglesiah           | teupan                | tiopén           |
| si̱nti                   | sintle               | sentli                      | sinti             | sintle             | sinti              | sinti                 | çon              |
| taxkal                  | tláxkalle            | tlaxkalli                   | táxkal            | tlaxkalle          | taxkál             | tamal                 | xamt             |
| ano̱nas                  | mátsahtle            | matsaꞌtli                   | ma̱tsah            | matsohtle          | okot nitakiyo      | matzaj                | matzát           |
| to̱nal                   | tonatih              | tonaltsintli                | totahtsi̱n         | tonalle            | tonát              | tunal                 | tunél            |
| ehekat                  | ehekatl              | yeꞌyekatl                   | ehekaꞌ            | ehkatl             | hehekat            | ejekat                | yut              |
| masa̱t                   | masatl               | masatl                      | masa̱ꞌ             | masatl             | masat              | masat                 | meçát            |
| ta̱gat                   | tlakatl              | tlakatl                     | ta̱gaꞌ             | tlakatl            | takat              | takat                 | tequét           |
| kowit                   | kwawitl              | kowitl                      | kwawiꞌ            | kwawitl            | kwawit             | kwawit                | quagút           |
| tsohpi̱lo̱t               | tsopilotl            | tsopilotl                   | mo̱xi              | tsopilotl          | tsopilot           | kusma                 | tzupilút         |
| tekit                   | tekitl               | tekitl                      | tekipáno̱l         | tekiyotl           | trabahoh           | -tekiw                | tocót            |
| siwa̱t                   | sowatl               | siwatl                      | siwa̱ꞌ             | siwatl             | siwat              | siwat                 | gꞌlazt           |

## Literatura

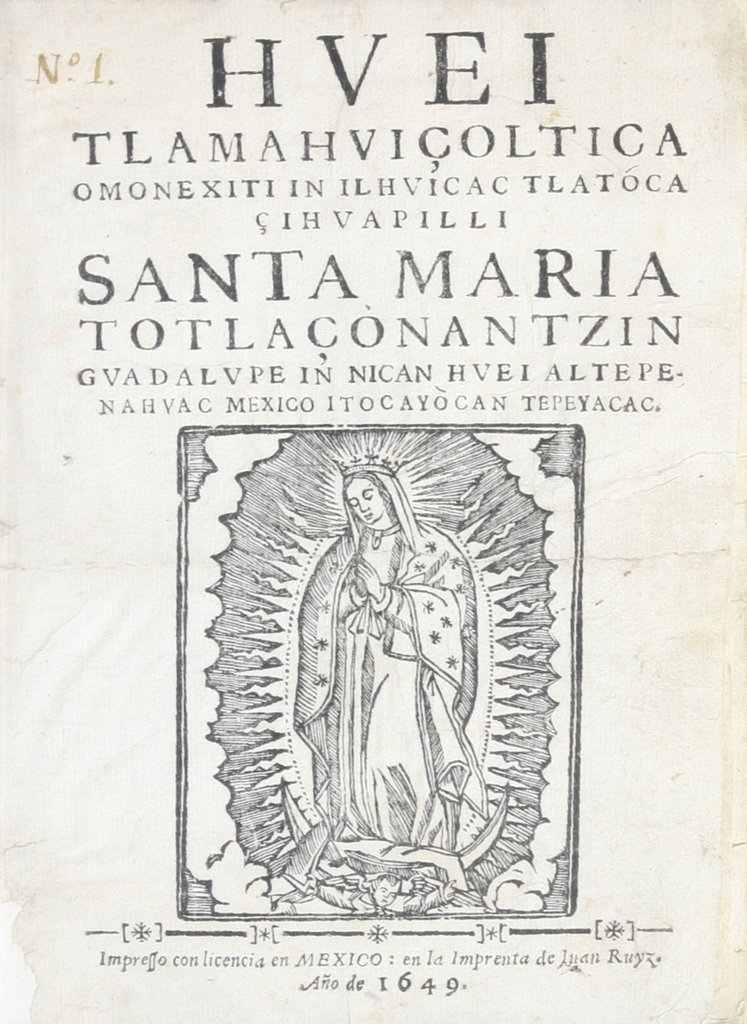
Portada del Hvei tlamahviçoltica, la obra literaria en náhuatl más conocida.

Entre los pueblos nahuas existía un gran aprecio por la poesía, llamada «īn xōchitl īn cuīcatl», que significa «la flor y el canto» literalmente, aunque hay quien la interpreta como «palabra florida o florecida». La poesía era una de las actividades especialmente practicada entre la clase noble.
Huexotzingo, Texcoco, Culhuacan eran las ciudades más renombradas por sus poesías. Ocasionalmente se organizaban encuentros poéticos en donde se reunían incluso aquellos dirigentes de ciudades en guerra. El más famoso ocurrió en Huexotzingo en 1490, organizado por Tecayehuatzin, señor de ese lugar. Detalles de este encuentro y muchas otras poesías se hallan en varios manuscritos recopilados después de la Conquista. El más famoso se llama Cantares mexicanos, y data del siglo XVI. Existe también otra recopilación de poesía, hecha por el novohispano Juan Bautista Pomar, nieto de Nezahualcóyotl.
El misionero franciscano Bernardino de Sahagún menciona que los mexicas disfrutaban de representaciones dramáticas, algunas cómicas, otras eróticas, y otras sobre la vida de sus dioses; estas representaciones se transformaron en los tiempos virreinales con tonos cristianos-sincréticos dando origen a las danzas de conquista y a las representaciones de “pastorelas” hasta nuestros días.
De los miles de manuscritos prehispánicos, solo sobrevive una docena de códices, dado que los europeos tenían la creencia que los pobladores indígenas eran adoradores del diablo y por consiguiente quemaron y destruyeron prácticamente toda su obra. Existen también relaciones y documentos en náhuatl producidos por los «pilli» y tlacuilos, que poco después de la Conquista comenzaron a aprender a usar la escritura europea, como «Los anales de Tlatelolco» y el original náhuatl del Códice Florentino. Algunos autores novohispanos como Sor Juana Inés de la Cruz escribieron algunas obras en náhuatl. Poesía náhuatl (vid Nezahualcóyotl) y Nican Mopohua (vid Antonio Valeriano).
Las obras literarias en náhuatl de la época virreinal son en su mayoría religiosas. Tal es el caso de una antigua obra, recuperada por Francisco del Paso y Troncoso, la Comedia de los Reyes (Sitlalmachiyotl es su nombre en náhuatl), atribuida a Agustín de la Fuente, y que hoy se puede leer en línea gracias al IDIEZ. Otra obra, El Güegüense, la primera teatral de la literatura nicaragüense, fue originalmente escrita en una mezcla de español y náhuatl de la región.
En la actualidad, hay autores que escriben poesía y libros en mexicano como Juan Hernández Ramírez, Gustavo Zapoteco Sideño, Martín Tonalmeyotl, Yolanda Matías y Natalio Hernández (también conocido por su seudónimo José Antonio Xokoyotsij).

### Características literarias
El náhuatl clásico se caracteriza por la abundancia de recursos literarios, siendo particularmente importantes los siguientes:
- Eufonía: la modificación del sonido a fin de suavizar la expresión o mantener la rima.
- Partículas reverenciales: le dan a la palabra un tono de respeto, elegancia o propiedad.
- Metáforas: es común que algunos significados se definan en forma indirecta, usando símiles, lo cual le da elegancia e ingenio a la expresión.[194]
- Difrasismo: son frases compuestas de dos palabras que expresan un tercer significado.[195][196] Ejemplos:

yowalli ehēkatl (lit. 'noche y viento') 'invisible e intangible' o 'abstracto'
xōchitl kwīkatl, (lit. 'flor/adorno y canto') 'la poesía'
īxtli yōllōtl, (lit. 'cara y corazón') 'lo exterior y lo interior', es decir, 'la totalidad del ser humano'
īxtaktli tēnkwalaktli (lit. 'saliva y baba') 'mentira, falsedad'
tewyoh tlahsolloh (lit. 'sucio e inmundo') 'uno que se enriqueció ilícitamente'
īn chīmalli īn mākkwawitl (lit. 'el escudo, la macana') 'la guerra'
kwitlapilli īn ahtlapalli (lit. 'la cola y el ala') 'El conjunto del pueblo llano'.
īn ātlān īn ōstōk (lit. 'en el agua, en la cueva') 'el Mictlan'.

## Música
Los archivos musicales conventuales y catedralicios de México también dan cuenta de música en lengua náhuatl, tal es el caso de los motetes In ilhuicac cihuapillé y Dios itlaçònantziné atribuibles a Hernando Franco y extraídos del Códice Valdés. Gaspar Fernández, Maestro de Capilla de la Catedral de Puebla en el siglo XVII, compuso una enorme cantidad de villancicos en náhuatl solo, o náhuatl y español; varios de ellos se encuentran en el “Cancionero Musical de Gaspar Fernandes”, importante documento conservado en el Archivo Musical de la Catedral de Oaxaca. Entre sus canciones, la más conocida es Xicochi conetzintlé. Otra canción virreinal en náhuatl es Teponazcuicatl.
Xochipitzahuac es la canción más popular en el mundo náhuatl. El canto a la virgen de Guadalupe se remonta al periodo virreinal novohispano, se desconoce el autor, pero se cree que esta canción ha sido de dominio popular, según investigaciones dicen que Xochipitzahuac se comenzó a cantar después de las apariciones de la Virgen María. En la actualidad la canción se sigue cantando en honor a la virgen de Guadalupe, diversas agrupaciones la han cantado como un huapango o con acompañamiento de instrumentos de cuerda (guitarras, bandurrias o violines).
En la actualidad, el Coro Niño Jesús (originario de Altepexi, Puebla) canta canciones tradicionales en náhuatl como Chokani (La Llorona) en forma de coro. También hay artistas como Mariel Gimeno que cantan canciones tradicionales, entre ellas, Ma Kochi Pitentsin, y Sergio Alderete, que realiza covers y compone en náhuatl. Hay, asimismo, grupos que producen contenido en mexicano como Nonoalka, que graba diversas canciones de dominio público como Xinolahtsin, y muchos otros artistas como Rap del Pueblo y bandas musicales tales como La Nun.k Muerta Rebelión, Grupo Nineki y Rockercoatl que componen canciones en el idioma en forma de rap, rock, cumbia y metal. Además, la agrupación Mariachi Voz de México ha grabado canciones de mariachi tradicionales en náhuatl.

## El náhuatl y la tecnología
Recientemente el náhuatl ha sido estudiado y trabajado por las tecnologías de la información y en concreto por el Procesamiento de lenguajes naturales. La principal idea detrás de estas aplicaciones de la inteligencia artificial al lenguaje es poder acceder a herramientas comunes para los lenguajes más usados, cómo son traductores automáticos Traducción automática, correctores ortográficos y gramaticales, Búsqueda de respuestas, Reconocimiento del habla y Síntesis de habla, entre muchos otros. Hasta el momento el náhuatl cuenta con un traductor automático, un corpus paralelo entre el idioma y el español y un segmentador morfológico.
Con la evolución de las tecnologías en este siglo XXI, el idioma mexicano no se ha quedado atrás, gracias a los constantes esfuerzos para expandir la lengua en el internet. Hoy en día, varios sitios web como Wikipedia, algunas aplicaciones como Telegram Messenger y juegos como Minecraft se pueden usar en náhuatl. Además, hay estaciones de radio que transmiten en náhuatl en los cinco estados de México con mayor número de nahuatlatos.

## El náhuatl y otros idiomas
La convivencia de cinco siglos entre el náhuatl y el español en México ha tenido un impacto en ambas lenguas. La influencia del náhuatl en el español se refleja especialmente en la gran cantidad de préstamos léxicos que el español ha tomado del náhuatl. En menor medida el español mexicano presenta marginalmente algunos rasgos fonéticos en parte atribuibles al náhuatl, incluyendo la africada lateral alveolar sorda t͡ɬ (ƛ), pronunciada en el dígrafo tl. La influencia en la gramática en el español mexicano es todavía menos clara, pero se ha argumentado que podría haber influido en la frecuencia de ciertas construcciones y tendencias ya presentes en el español general.
Por otra parte, el amplio bilingüismo náhuatl-español entre los hablantes de náhuatl ha influido en el idioma, tanto a nivel léxico como a nivel gramatical también. Asimismo, el maya yucateco, otras lenguas mayenses y varias lenguas de Filipinas han adoptado numerosos nahuatlismos, principalmente nombres de plantas en el caso del filipino. Por otra parte, el náhuatl, dependiendo de la región, también ha tomado características y palabras de otros idiomas indígenas como el totonaco, el huasteco y el popoluca.

### Influencia del náhuatl en el español
En la gramática, uno puede citar como influencia del náhuatl el uso del sufijo -le para darle un carácter enfático al imperativo. Por ejemplo: brinca > bríncale, come > cómele, pasa > pásale, etcétera. Se considera que este sufijo es un cruce del pronombre de objeto indirecto español le con las interjecciones excitativas nahuas, tales como cuele. Sin embargo, este sufijo no es un verdadero pronombre de objeto indirecto, ya que se usa también en construcciones no verbales, tales como: hijo > híjole, ahora > órale, qué hubo > quihúbole, etcétera.
La RAE recoge una gran cantidad de nahuatlismos en español, incluyendo: acal, achichincle, achiote, acholole, acocil, aguacate, ahuehuete, ajolote, ajuquín, amate, analco, apapachar, apantle, apaste, apinto, atole, ayate, ayote, biznaga, cacahuate, cacastle, cacomixtle, camote, capulín, celeque, cempasúchil, chalmichi, chamagoso, chapopote, chapulín, chayote, chía, chicle, chile, chinampa, chingaste, chipotle, chocolate, cipe, comal, copal, coyote, cuajilote, cuate, ejote, elote, epazote, escamol, escuincle, esquite, guacamole, guajolote, huachinango, huapango, huehuenche, huipil, hule, ijillo, jacal, jícama, jícara, jicote, jiñocuabo, jitomate, jocoque, jocote, jolote, juco, mazacuata, mecate, mezcal, milpa, mitote, molcajete, mole, nopal, ocelote, ocote, olote, papalote, pepenar, petaca, petate, peyote, pilcate, pinole, piocha, pizote, popote, quetzal, sisimite, súchil, tamal, tapanco, tapiscar, tatemar, tecolote, tejocote, teosinte, tepetate, tianguis, tilma, titipuchal, tiza, tlachique, tlacote, tlacoyo, tlalcoyote, tlapalería, tocayo, tomate, totol, totopo, tule, zacahuil, zacate, zanate, zapote, zopilote.
Además, ha donado un sinfín de topónimos como, por ejemplo, México y Guatemala.

### Influencia del español en el náhuatl
Las variedades modernas de náhuatl muestran diferente grado de impacto por el español. La influencia del español se refleja especialmente en el préstamo masivo de preposiciones, conjunciones y nexos del español. Esto ha generado una reestructuración de ciertas partes de la sintaxis especialmente en el orden sintáctico y en el uso de ciertas construcciones. También el viejo sistema de cuenta en base 20 ha sido abandonado en favor del sistema decimal del español, por lo que solo se usan los nombres nativos de números para números inferiores a diez o veinte.
También la generalización del uso del numeral ce '1' como equivalente del español 'un(o), una' es notorio en algunas variantes de náhuatl. Y también naturalmente se da una influencia del léxico del español, especialmente para designar realidades tecnológicas nuevas o términos un tanto técnicos para el modo de vida rural de la mayoría de los hablantes.
Hay muchos hispanismos utilizados en náhuatl, y estos también están en el Tlahtolxitlauhcayotl, algunos son: borroh (< burro), cahuayoh (< caballo), cafen (< café), iloh (< hilo), huinoh (< vino), ilimon (limón), melon (< melón), manzanoh (< manzana), rohuenteh (< duende), cemanoh (< semana), cerivezah (< cerveza), cuaciyah (< silla), azultic (< azul), gayetah (< galleta), folzah (< bolsa), aceyiteh (< aceite), huacax (< vaca), tiheraz (< tijeras), cuamoñecoh (< muñeco), hontah (< junta), comon (< común), hueltah (< vuelta), lechih (< leche), fuerzah (< fuerza), lizton (< listón), mancax (< mangas), dizcoh (< disco), fiolin (< violín), aholin (< ajonjolí), tomin (< tomín), yantah (< llanta), tamarintoh (< tamarindo), mancoh (< mango), patox (< pato), colantoh (< cilantro), tocaroa (< tocar), firmaroa (< firmar), aporaroa (< apurar), pintaroa (< pintar).

### Diccionarios
- Diccionario Unificado del Idioma Mexicano
- Diccionario náhuatl en línea - Universidad de Oregón
- Tlahtolxitlauhcayotl - IDIEZ
- Diccionario Náhuatl-Español de la Sierra de Zongolica
- An Analytical Dictionary of Nahuatl
- Gran Diccionario Náhuatl
- Diccionario: Nahuatl de Mecayapan y Tatahuicapan
- Diccionario de Alexis Wimmer
- Vocabulario básico náhuatl-español
- Vocabulario Náhuatl-Español de la Huasteca Hidalguense
- Pequeño diccionario ilustrado

- Datos: Q13300
- Multimedia: Nahuan languages / Q13300